# Bureau confédéral de la Confédération générale du travail
Vous pouvez aider à l'améliorer ou bien discuter des problèmes sur sa page de discussion.
- Sa typographie ne respecte pas les conventions de Wikipédia. Vous pouvez solliciter de l’aide de l’Atelier typographique. (Marqué depuis juin 2020)
- Il doit être recyclé. La réorganisation et la clarification du contenu sont nécessaires. (Marqué depuis janvier 2023)
- Il devrait être synthétisé. Vous pouvez modifier son contenu afin de le rendre plus concis et/ou plus précis. (Marqué depuis janvier 2023)
- Il a besoin d'un nouveau plan. (Marqué depuis janvier 2023)

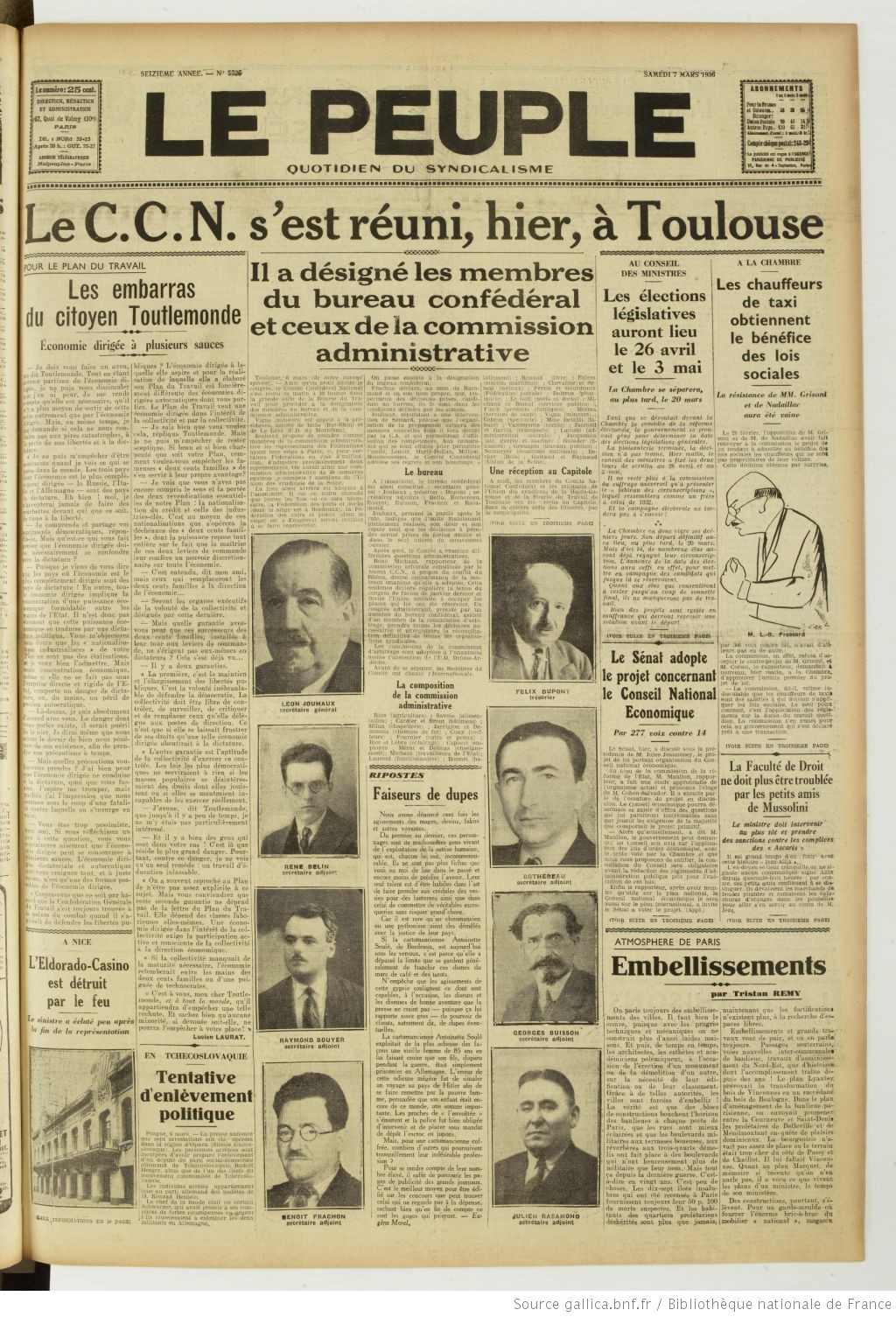
Le bureau confédéral de la CGT en 1936.

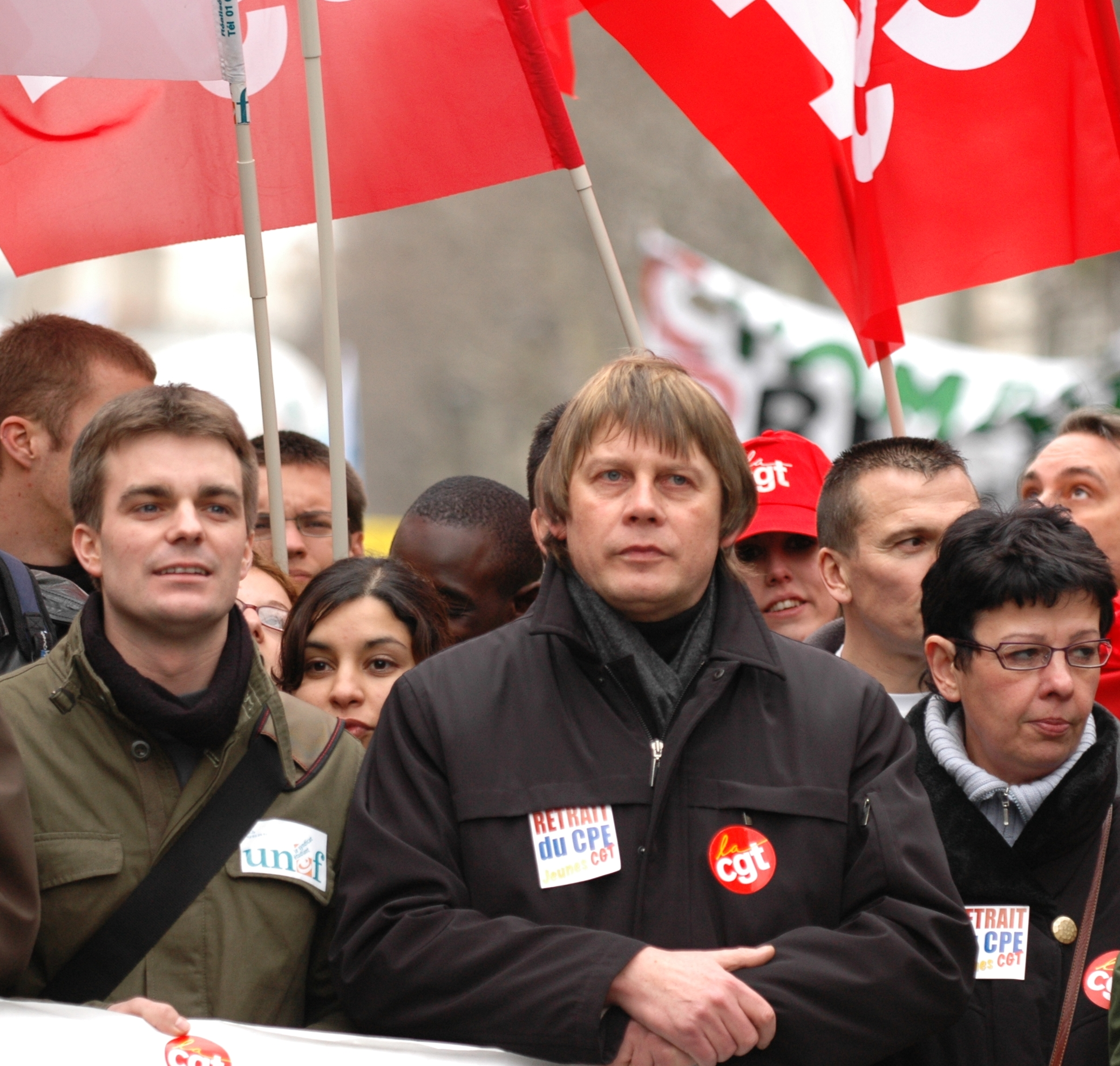
Membres du Bureau confédéral de la CGT, Maryse Dumas à droite et Bernard Thibault au centre de la photo manifestent à Paris avec le président de l'Unef le 3 mars 2006 contre le CPE.

Le bureau confédéral de la Confédération générale du travail est l'organisme national qui gère et organise l'action de la Confédération générale du travail française. Avec le « secrétaire général » de la Confédération, qui en est membre d'office, il assure la continuité de la direction de l'organisation syndicale. Ses membres, selon les périodes, sont nommés « secrétaire-adjoint » ou « secrétaire » de la CGT. Le « trésorier » (ou « administrateur ») fait partie de cette instance.
À la suite du 53e congrès (mars 2023), il comprenait dix membres, âgés de 41 à 59 ans : Sophie Binet (secrétaire générale), Nathalie Bazire, Laurent Brun, Catherine Giraud, Sébastien Menesplier, Boris Plazzi, Gérard Ré, Mireille Stivala, Thomas Vacheron et Céline Verzeletti.
Le 15 juin 2023, le Comité confédéral national élit quatre nouveaux membres au bureau confédéral, portant à quatorze le nombre de ceux-ci, nombre inédit depuis 2003 : Denis Gravouil, négociateur de l'assurance-chômage est chargé de l'ensemble de la protection sociale et professionnelle; Myriam Lebkari, chargée de l'égalité homme-femme et des violences sexistes et sexuelles; Sandrine Mourey, chargée de la démocratie sociale et de la négociation collective; David Gistau, chargé de l'organisation et de la structuration syndicales.

## Rôle et fonctionnement du Bureau confédéral

### Mode de désignation

#### Les statuts actuels de la CGT
Adoptés lors du 51e congrès (avril 2016), les statuts qui règlent la vie de la première organisation syndicale française traitent en leur titre 3, « Vie et activités confédérales », des organismes de direction de la CGT, :
- article 26 : « La direction de la confédération est exercée démocratiquement (…) au travers
  - du congrès confédéral ;
  - du Comité confédéral national ;
  - de la Commission exécutive ;
  - du Bureau confédéral. »

L'article 30 traitant du bureau confédéral est le plus court : 25 lignes soit une demi-colonne d'un « titre » dont les 3 premiers articles sont développés sur 7 colonnes.
Les membres du Bureau confédéral de la CGT, appelés aussi, à tort théoriquement, « secrétaires de la CGT » sont :
- « choisis dans la Commission exécutive et proposés par elle », pour « être élus par le Comité confédéral national (CCN) », qui désigne parmi eux un(e) secrétaire général(e) et un administrateur.

Le CCN est l'organisme « souverain entre deux Congrès », représentatif de toutes les fédérations professionnelles et unions départementales (UD) qui composent la CGT. Entre les Congrès, le CCN peut élire de nouveaux membres du bureau confédéral. C'est ainsi qu'en 1997 Bernard Thibault, déjà membre de la CE, est appelé au bureau confédéral de la CGT. Il en est de même en 2015, après la démission de Thierry Lepaon et de l'ensemble du bureau. La CE élue lors de chaque Congrès « assure la direction de la CGT et la conduite de l'action confédérale ». Pourtant si la CE se réunit « au moins une fois par mois », c'est « sur convocation du Bureau confédéral ». Ce mode de désignation et de gouvernance interne, très normé, résulte de l'histoire de la Confédération générale du travail.

#### Historique
Le Bureau confédéral de la CGT n'est pas prévu par les textes mis en débat et adoptés au Congrès fondateur de la Confédération générale du travail tenu à Limoges, en septembre 1895 : l'Administration et la correspondance intérieure incombent au "Conseil national" de la nouvelle organisation syndicale. Seule la fonction du trésorier "désigné par le Conseil national" est clairement mentionnée. Cependant des tâches précises et "non limitatives" sont attribuées à ce Conseil national, dont :
- secrétariat du conseil fédéral, archives;
- rapports extérieurs, correspondance étrangère;
- trésorerie et comptabilité;
- statistique du travail;
- (…) propagande syndicale et fédérale industrielle;
- unification de l'action corporative; etc.

Le 4 décembre de la même année, 3 militants sont désignés à des responsabilités, dont on peut dire qu'ils forment "le premier bureau confédéral".
Les congrès suivants, confrontés à l'absence d'un centre de décision, tentent de mieux définir le rôle d'une direction. Lors du 4e congrès, tenu à Rennes en 1898, les débats font apparaître de fortes tensions entre le secrétaire général de la Confédération, A. Lagailse, et le secrétaire de la fédération des Bourses, Fernand Pelloutier. Lagailse remarque que le secrétaire général qu'il est ne perçoit aucun émolument et que c'est son appartement qui lui sert de bureau… De nouveaux statuts sont adoptés, où figure un "bureau du comité confédéral", dont la tâche n'est pas définie car il ne sert qu'à l’administration interne du comité confédéral. Les autres membres du comité confédéral, organisme très large (pléthorique ?) qui compte plus de cent délégués (trois par syndicat national, deux par fédération, un par syndicat local…) se répartissent en commissions : Propagande, arbitrage, Législation, grèves, statistique, journal, administration. 
Le 5e congrès, qui se tient à la Bourse du travail de Paris en septembre 1900 a lieu alors que le secrétariat général a changé de tête, non sans une période transitoire embrouillée. Il ne doit sa tenue que grâce au "concours infatigable des militants des Bourses du travail et de l'Union départementale de La Seine".
Le Bureau confédéral n'apparaît comme tel, Bureau confédéral de la CGT et non plus bureau du conseil fédéral, que dans les Statuts de la CGT adoptés lors du 6e Congrès tenu à Lyon en 1901. Leur article 4 prévoit : un bureau composé de 5 membres, choisis par le Comité confédéral parmi ses membres : 
- un secrétaire, aux appointements de 3 600 francs par an.
- un secrétaire-adjoint, (idem)
- un trésorier, (idem)
- un trésorier-adjoint, (idem)
- un archiviste, (idem).
- Les autres membres pourront être indemnisés en raison de leurs travaux et de leurs déplacements.

L'année suivante, le 7e Congrès, Montpellier 1902, modifie la composition du Bureau confédéral. C'est l'article 5 des statuts adoptés en 1902, qui régit celui-ci jusqu'à la guerre de 1914. Prenant acte des deux composantes désormais réunies dans la CGT : « la Section des Fédérations de métiers et d'industries », et la « Section la Fédération des Bourses du travail », l'article 5 institue trois commissions permanentes ainsi qu'il suit :
1. Commission du journal ;
2. Commission des grèves et de la Grève Générale[15] ;
3. Commission de contrôle.

(…)
 Le bureau confédéral est formé par la réunion des bureaux des deux sections et du secrétaire de chaque commission. Le secrétaire de la Section des Fédérations d'industries et de métiers aura le titre de secrétaire général de la CGT.
Quand la Fédération des Bourses du travail disparait après 1918, le Bureau confédéral reste composé de 5 membres : le secrétaire général, un secrétaire administratif, deux secrétaires adjoints, un trésorier. « Des délégués permanents pourront être adjoints au Bureau confédéral par décisions du CCN », précisent les statuts, tels qu'ils ressortent du 17e Congrès, Paris 1923.
Le Congrès suivant, en 1925, ajoute aux statuts un « règlement intérieur », composé de trois articles, répartissant le travail du « Bureau de la CGT ». Il devait permettre de discerner qui fait quoi, et de borner l'activité des membres du Bureau par rapport aux autres instances statutaires, Commission Administrative et Comité confédéral national.
- Le secrétaire général est chargé de diriger toute l'action confédérale; il représente la CGT à l'Internationale.
- Le secrétaire administratif assure la liaison entre les différents services du siège, et supplée, en cas d'absence, le secrétaire général.
- Les deux autres secrétaires adjoints assurent respectivement les relations avec les Fédérations et les Unions (départementales).
- (…)Le Bureau confédéral coordonne les renseignements reçus et la C.A. organise la propagande.(…) Le Bureau confédéral assure par voie de délégation, l'administration et la direction politique du journal Le Peuple(…) s'occupe de la documentation et de la bibliothèque, organise l'édition de brochures et d'ouvrages à destination des militants, et les moyens d'éducation des syndiqués.

L'essentiel pourtant vient à la fin : Utilisant les circonstances, il organise des semaines d'agitation et de propagande sur des sujets d'actualité, et les prépare par des campagnes d'affiches et de presse.

#### Effectif variable
Le Bureau confédéral est devenu au fil du temps, une structure permanente et la réelle instance décisionnelle de la Confédération. 4 articles des statuts de la CGT énonçaient, jusqu'en 1995 les principes de son fonctionnement. Son effectif varie en fonction de critères mal définis. De 5 membres en 1920, le Bureau confédéral était composé de 8 membres en 1936. En effet le Congrès de réunification CGT-CGTU, réuni à Toulouse du 2 au 5 mars 1936, se penche sur des nouveaux statuts. Ils définissent le rôle et le mode désignation de toutes les instances confédérales : le Comité confédéral national (CCN) aux articles 5 et 6, la Commission Administrative (CA), forte de 35 membres, aux articles 7 et 8, et le "Bureau de la Confédération" par 3 articles, 9, 10 et 11. Nommé (article 9) par le Comité confédéral national, après chaque Congrès :
- Il est composé de huit membres : une secrétaire général, un trésorier et six secrétaires adjoints. Des délégués permanents pourront être adjoints, par décision du CCN

L'article 11 fixe la modalité des appointements de membres du Bureau, tandis que l'article 10 définit leurs obligations, sur lesquelles il va être revenu infra. Le nombre s'accrut à 13 membres après la Libération, pour permettre une représentation égale des deux courants qui composaient une CGT sans cesse en proie à divisions (1922, 1939) puis réunifications (1936, 1943). La scission de 1947 et le départ des dirigeants du groupe Force ouvrière n'entraina pas une diminution sensible du nombre des membres du Bureau confédéral. Les 5 partants furent remplacés par 5 nouveaux venus, tous non communistes afin de préserver nominalement une parité entre communistes et non communistes. Cette parité, qui relevait d'une part de fiction tant certains sympathisants étaient proches du PCF principale force de la gauche durant les trente-cinq années qui suivent la Libération de la France, eut cours jusqu'à la fin des années 1980. Elle mettait en évidence le fait que l'assise de la CGT fut toujours plus large que l'audience du PCF, même s'il lui fournissait une forte proportion des dirigeants intermédiaires, dans les fédérations professionnelles, les unions départementales et l'appareil central. Elle explique, pour une part, le gonflement des effectifs du Bureau confédéral jusqu'aux années 1990. De 13 membres en 1955, le Bureau passe à 14 membres en 1965, 15 membres en 1969, 16 en 1975.

#### Les secousses des années 1980
À partir des "années 80" pourtant, le nombre, longtemps stabilisé à 16 membres, atteint les 18 membres en 1985, alors que la décrue des adhérents s'accélère. Cette inflation traduit les difficultés des débats internes à la CGT: la vitrine pluraliste que représente le Bureau confédéral doit en effet s'élargir pour être représentative de toutes les sensibilités « politiques » qui traversent la gauche française. Les nominations, entre les Congrès par le CCN, de nouveaux membres parent aux démissions qu'entrainent les désaccords de plusieurs membres du Bureau sur les orientations de la CGT, jugées trop proches de la direction du Parti communiste, en particulier en matière internationale, où les orientations de la FSM suivent au plus près la ligne de la politique extérieure des dirigeants soviétiques. Le retrait de Pierre Gensous du secrétaire général de la FSM en 1978, semble à certains, un contre-feu trop faible face aux événements de Pologne, à l'intervention en Afghanistan et aux musèlement des syndicats dans les « pays de l'Est ».

#### Les évolutions récentes
Après le tournant de 1989, le Bureau confédéral a tendance à décroître. Il atteint l'étiage de 10 membres en 2003. Lors du Congrès tenu en 2006, il est composé de 12 membres. Il y a toujours une règle de parité dans la désignation de ses membres. Mais le critère de l'appartenance politique supposée a fait place à l'égalité femmes / hommes. Il y a actuellement parité exacte: 6 femmes et 6 hommes dans l'organisme dirigeant de la CGT. Il y a aussi parité à l'échelon inférieur, dans la Commission exécutive (CE) de 54 membres.
Lors du 49e Congrès, tenu en 2009, la tendance constatée depuis la fin du siècle précédent s'est accélérée, puisque le Bureau confédéral n'est formé que de huit membres, à parité hommes/femmes. Certains observateurs y voient une « reprise en main » face à une structure « anarchique ». Ils notent toutefois que ce n'est plus au Bureau confédéral que les grandes décisions sont prises, comme l'a montré l'épisode du référendum de 2005, où la Commission exécutive désavouait une proposition de non consigne de vote émise par la Direction confédérale. Ils notent aussi la tendance à l'accroissement de collaborateurs du secrétaire général, dont l'expertise sur certains dossiers permettrait une aide plus efficace à la prise de décision.
 Les événements sociaux de l'année 2010 semblent confirmer cette analyse.

### L'incompatibilité avec un mandat électif

#### La version 1995 des statuts
Tout ce qui est énoncé ci-dessus relève de l'observation historique. Le 45e congrès de la CGT, Montreuil 1995, a apporté une énième version à des statuts qui évoluent en fonction des évolutions du salariat et des difficultés de l'organisation à étendre son champ de syndicalisation hors de ses « bastions » traditionnels. Le Bureau confédéral n'a plus droit qu'à un article dans les statuts de la CGT, l'article 30, qui contraint les membres du Bureau confédéral à son strict respect. Héritage de la Charte d'Amiens de 1906, qui s'est imposé d'ailleurs à l'ensemble des centrales syndicales françaises, il stipule que: « Les membres du Bureau Confédéral ne peuvent être élus à un mandat national, électif même non rétribué, sans être considérés comme démissionnaires du Bureau Confédéral ». Cette séparation entre la responsabilité syndicale et un éventuel mandat électif est cependant, dans sa forme actuelle, très en retrait sur celle qui avait eu cours dans le passé.

#### L'article 10 de 1936
Lors de la préparation de la réunification syndicale, qui intervint lors du 24e congrès à Toulouse en mars 1936, cette question avait été l'une des plus débattues entre les « confédérés » et les « unitaires » de la CGTU. Le vote "d'étape" au Congrès sur les incompatibilités des mandats syndicaux et politiques donnait à voir un clivage fort :
- Vote du Congrès de Toulouse pour les incompatibilités[24] : pour 3 641 syndicats (150 syndicats portant 400 voix ne prennent pas part au vote) disposant de 8 051 voix l'incompatibilité recueille l'approbation de 2 569 syndicats et 5 508 voix, alors les votes contre se comptent à 1 035 syndicats et 2 411 voix. 41 syndicats (132 voix) s'abstiennent. 
Finalement l'unanimité se fait[25]
 Les statuts finalement adoptés étaient bien plus contraignants que les précédents : des 3 articles dédiés au Bureau confédéral l'article 10, qui reprenait les thèses de Léon Jouhaux et de ses camarades confédérés, visait alors particulièrement les communistes. Que disait cet article ?
- Les membres du bureau confédéral ne pourront faire acte de candidature à une fonction politique ni appartenir aux organismes directeurs d'un parti politique. Leur acte de candidature aux fonctions décrites ci-dessus entraînera ipso-facto leur démission du bureau confédéral.

Mais en 1945, les socialistes de la SFIO en pâtirent aussi : plusieurs d'entre eux furent écartés du Bureau confédéral en raison d'une fonction élective. Ainsi Albert Gazier, élu député en octobre 1945 à la première Assemblée constituante démissionnait du Bureau de la CGT. Pour se conformer à cette injonction en 1936, spectaculairement Benoît Frachon, promu au Bureau confédéral de la CGT, se retirait, officiellement tout au moins, du Bureau politique du Parti communiste. Julien Racamond faisait de même en quittant le comité central.

#### La pratique entre 1948 et 1996
Le départ en 1947 des partisans de Force ouvrière (CGT-FO) changeait la donne, même si cela fut enregistré, « sur le papier », avec un temps de retard. En 1956, quatre membres du Bureau confédéral, Benoît Frachon, Léon Mauvais, Gaston Monmousseau et Henri Raynaud figuraient à nouveau sur la liste des membres du Comité central du PCF. Une cinquième Madeleine Colin y faisait un bref passage. Les deux premiers nommés étaient aussi membres du bureau politique, la plus haute instance de ce parti politique. Jusqu'en 1996, il était de coutume que siègent ainsi au Bureau confédéral de la CGT des dirigeants communistes. Tels furent les cas des secrétaires généraux Georges Séguy, Henri Krasucki et Louis Viannet. Depuis 1996, année où deux membres du Bureau confédéral, Louis Viannet et François Duteil quittèrent le bureau politique du Parti communiste français, il semble que le non-cumul des deux fonctions devienne une règle, même si rien dans les statuts du syndicat ne l'oblige.

## La composition du Bureau confédéral

### Avant 1918

#### 1895-1906, les temps fondateurs
- Le 1er Congrès, 23-28 septembre 1895, à Limoges, désigne une commission provisoire, dont le secrétaire est un syndicaliste parisien, le cocher de fiacre A. Pergay[28]. L'historien Robert Brécy mentionne la création, en octobre 1895 d'un Comité provisoire d'action, dont le secrétaire, Clément Beausoleil, est employé du département de la Seine[29]. Puis le 4 décembre 1895 le Conseil national nomme ses responsables :
  - A. Lagailse, du syndicat des chemins de fer du réseau « État », est secrétaire général[30],[31],
  - Auguste Keufer, de la Fédération du Livre, trésorier,
  - A. Pergay, archiviste.
- Après le 2e Congrès, 14-19 septembre 1896, tenu à Tours, A. Lagailse est reconduit dans ses fonctions, alors qu'un nouveau trésorier, J. Garcin, de la fédération des mouleurs en métaux, remplace A. Keufer[32]
- 3e Congrès, 20-27 septembre 1897, à Toulouse : A. Lagailse est réélu; le trésorier est Maurice Copigneaux, employé de la ville de Paris.
- 4e Congrès, 26 septembre-10 octobre 1898, à Rennes: A. Lagailse est encore réélu secrétaire général pour peu de temps…
- En octobre 1898, après l'échec d'une grève des cheminots, qu'il désavoue Lagailse est remplacé par Maurice Copigneaux, au secrétariat général. Quant à la trésorerie, elle semble avoir été tenue durant deux ans par deux militants bénévoles, Schmitt puis P. Caritte. Celui-ci établit, hors de ses heures de travail[33] pour le congrès de 1900 un bilan financier de la Confédération, qui est refusé par la commission de contrôle. Le congrès désigne alors "hors des délégués habituels", une autre commission de contrôle (dont Victor Griffuelhes fait partie) qui "certifie" le bilan. Jusqu'en 1909, la trésorerie de la CGT est son "talon d'Achille".
- Après le 5e Congrès, 10-14 septembre 1900, à Paris : Victor Renaudin, de la fédération des Cuirs-et-peaux est élu secrétaire général[34]. Il remplace Copigneaux, qui se retire "pour raison de santé"[35]
- Le 21 avril 1901, Eugène Guérard, secrétaire général du syndicat national des Chemins de fer succède à Renaudin.
- À la suite du 6e Congrès, tenu du 23 au 27 septembre 1901, à Lyon, un bureau confédéral est élu selon une procédure nouvelle. Le nom des candidats présentés par les "groupements adhérents" est accompagné de la fonction à laquelle il postule afin que les organisations puissent connaître les candidats et donner mandat à leur délégué. C'est la première direction syndicale collective qui émerge après six années de tâtonnements. Le Bureau confédéral de cinq membres, élu en novembre 1901 résulte de choix clairs[36] :
  - Victor Griffuelhes, 27 ans est le nouveau secrétaire général; il est élu par 76 mandats, contre 3 à Hardy, du syndicat des maréchaux-ferrants de Paris et 3 autres voix contre. Cette élection et son score montre une certaine notoriété[37].
  - Émile Pouget, 41 ans, de la fédération des employés, est élu secrétaire-adjoint. Mais il a dû affronter un jeune adversaire, Raoul Lenoir, 29 ans, de la fédération des mouleurs en métaux. Le premier rassemble 52 voix, le second 30 voix. Selon Pierre Monatte Lenoir aurait rassemblé les voix des "réformistes". Pouget est en outre le directeur de la Voix du Peuple
  - Georges Yvetot, 33 ans, est le secrétaire nommé par la fédération des Bourses.
  - Paul Delesalle, 44 ans est le deuxième secrétaire-adjoint
  - J. Guilhem, du syndicat des professeurs libres, est élu trésorier en recueillant 69 voix du comité des fédérations. Ce dernier désignait un trésorier adjoint, Siffait, du syndicat du cuivre, et un archiviste, Gérard, de la fédération de la voiture

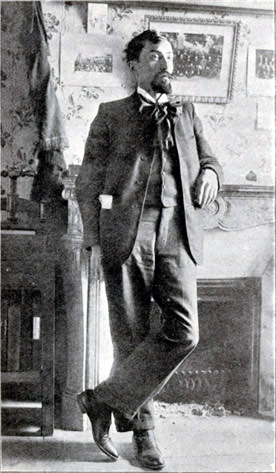
Victor Griffuelhes, secrétaire général de la CGT de 1901 à 1909

- Le 7e Congrès, se tient du 22 au 27 septembre 1902, à Montpellier. Le Bureau confédéral[38] élu ensuite est remanié, Émile Pouget se concentrant sur le journal.
  - Victor Griffuelhes, est réélu secrétaire général,
  - Georges Yvetot, secrétaire de la section des Bourses,
  - Paul Delesalle, secrétaire-adjoint
  - J. Guilhem, trésorier.
  - Jean Bousquet, 37 ans, ouvrier boulanger, dirigeant de la fédération de l'Alimentation est élu secrétaire-adjoint, par le comité des fédérations.
- Entre les deux congrès les démissions de Bousquet et de Guilhen font entrer au Bureau confédéral deux nouveaux membres :
  - Alexandre Luquet, ouvrier coiffeur, dont il est secrétaire de la fédération, secrétaire-adjoint,
  - Léon Robert, secrétaire de la fédération des peintres, remplace Guilhen à la trésorerie.
- Après le 8e Congrès, 12-20 septembre 1904, à Bourges, le bureau confédéral élu, comprend le quatuor Griffuelhes-Pouget-Yvetot-Delesalle.
  - Le trésorier change une nouvelle fois, en la personne de Albert Lévy, secrétaire de la fédération des Bourses depuis 1901.
- 9e Congrès, 8-16 octobre 1906, à Amiens: le Bureau confédéral élu par chaque Section, Fédérations et Bourses, après le Congrès comprend 5 militants[39]
  - Victor Griffuelhes, secrétaire général. Ouvrier bottier-cordonnier, 32 ans.
  - Georges Yvetot, secrétaire. Typographe, 38 ans.
  - Paul Delesalle, secrétaire adjoint, secrétaire de la « Commission de la Grève générale, des Huit heures ». Ouvrier métallurgiste en instruments de précision, 49 ans.
  - Émile Pouget, secrétaire-adjoint, secrétaire de la « Commission du Journal ». Employé, puis représentant en librairie, 46 ans.
  - Albert Lévy, trésorier. Employé de bureau à l'Office de statistique, 35 ans.
- à partir de 1907, Paul Delesalle ouvre une librairie et une maison d'édition syndicale, il remplace cependant Yvetot, emprisonné, au secrétariat des Bourses de juin 1907 à avril 1908.

#### 1907-1914, à l'épreuve de Clemenceau, «crise à la CGT» et émergence de Jouhaux
- 1er août 1908 : emprisonnement, sur ordre du gouvernement Clemenceau, de Victor Griffuelhes, et d'autres dirigeants de la CGT, Emile Pouget, Georges Yvetot, après la grève de Draveil-Villeneuve-Saint-Georges. Ils sont libérés le 31 octobre, et n'assistent donc pas au Congrès de Marseille.
- 10e Congrès, 5-12 octobre 1908, à Marseille : Alexandre Luquet, secrétaire général par intérim; Auguste Garnery, secrétaire adjoint par intérim.
- 11 décembre 1908 : la Section des Bourses élit ses deux dirigeants, qui siègent au Bureau confédéral : Georges Yvetot secrétaire, et Charles Desplanques, secrétaire adjoint.
- 20 janvier 1909 : à peine élu par le Comité confédéral national, Albert Lévy (55 voix pour, 50 contre, 33 abstentions) démissionne de ses fonctions de trésorier de la CGT.
- 26 janvier 1909 : Victor Griffuelhes annonce au Comité confédéral de la Section des Fédérations sa démission du secrétariat général de la CGT[40].
- C.C.N., 3 février 1909 : Charles Marck est élu trésorier (mais il ne recueille que 49 voix; ses adversaires dispersés recueillent un total de 8 voix, les abstentions sont au nombre de 67, et il y a 5 absents)
- C.A., 24 février 1909 : Louis Niel, est élu secrétaire général, au 2e tour par 28 voix, contre 27 à son adversaire Nicolet, et une à Griffuelhes[41]. Niel est taxé de "réformiste" par ses adversaires "syndicalistes-révolutionnaires"[42]. G. Thil, est élu secrétaire-adjoint, Charles Marck, trésorier. Avec les deux élus de la Section des Bourses, Yvetot et Desplanques, le Bureau confédéral émerge après 4 mois d'intérim et d'incertitudes :

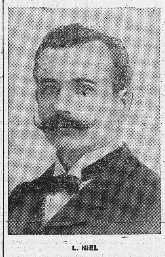
Louis Niel, secrétaire général de la CGT en 1909

- - Louis Niel, secrétaire général, 37 ans, garçon de café, puis typographe[43]
  - Georges Yvetot, secrétaire.
  - Gaston Thil, secrétaire adjoint, ouvrier lithographe[44].
  - Charles Desplanques, secrétaire adjoint, 32 ans, secrétaire de l'Union des syndicats de la Seine[45].
  - Charles Marck, trésorier, 42 ans, ancien docker au Havre, ville portuaire dont il est originaire[46],[47].
- Ce bureau est de courte durée. Le 6 mai 1909, Charles Marck est emprisonné, condamné à 4 mois de prison pour "injures" au commissaire de police de Rouen. Il est remplacé provisoirement au poste de trésorier par un nouveau venu, Léon Jouhaux.
- 26 mai 1909: Louis Niel démissionne, à la suite de l'échec de la Grève générale de soutien aux postiers en grève[48]. De plus sa cohabitation avec Yvetot s'avérait malaisée[49]. Thil démissionne également. Niel règle les affaires courantes du secrétariat de la CGT jusqu'à la désignation d'un successeur.
- C.A., 13 juillet 1909 : Léon Jouhaux, est élu secrétaire général par 35 voix pour, alors qu'il y a 20 abstentions ; Victor Lefèvre, est élu secrétaire-adjoint[50]. Avec Charles Marck, trésorier, Georges Yvetot, secrétaire et Raoul Lenoir, secrétaire adjoint (celui-ci remplace Desplanques démissionnaire), le Bureau confédéral est enfin re-constitué[51] pour une année.
- Le 11e Congrès, se tient du 3 au 10 octobre 1910, à Toulouse. Il réunit 559 délégués représentants 1 390 syndicats. Un vote intervient sur plusieurs « ordres du jour ». Celui qui a lieu à propos des retraites ouvrières dégage un clivage entre ceux (« motion Jouhaux ») qui refusent la loi instituant les dites-retraites[52] et ceux (motion « Niel ») qui en acceptent le principe. Sur 1 390 délégués, 1 325 prennent part au vote. La motion « Jouhaux » recueille 1 049 voix, la motion « Niel » rallie 251 voix, et 19 voix s'abstiennent.
  - Le bureau confédéral élu à la suite de ce Congrès comprend 6 militants : 2 représentants de la section des Fédérations (Jouhaux et Dumas), 2 représentants de la section des Bourses (Yvetot et Lenoir), et 2 trésoriers. Le Congrès repousse une proposition visant à instituer la non-rééligibilité des « fonctionnaires fédéraux »[53] Le Bureau est donc composé de :
  - Léon Jouhaux, secrétaire général;
  - Pierre Dumas, secrétaire-adjoint. Ouvrier tailleur d'habits, âgé de 35 ans, originaire de l'Hérault[54].
  - Georges Yvetot, secrétaire adjoint
  - Raoul Lenoir,
  - Charles Marck, trésorier,
  - Georges Dumoulin, trésorier-adjoint.

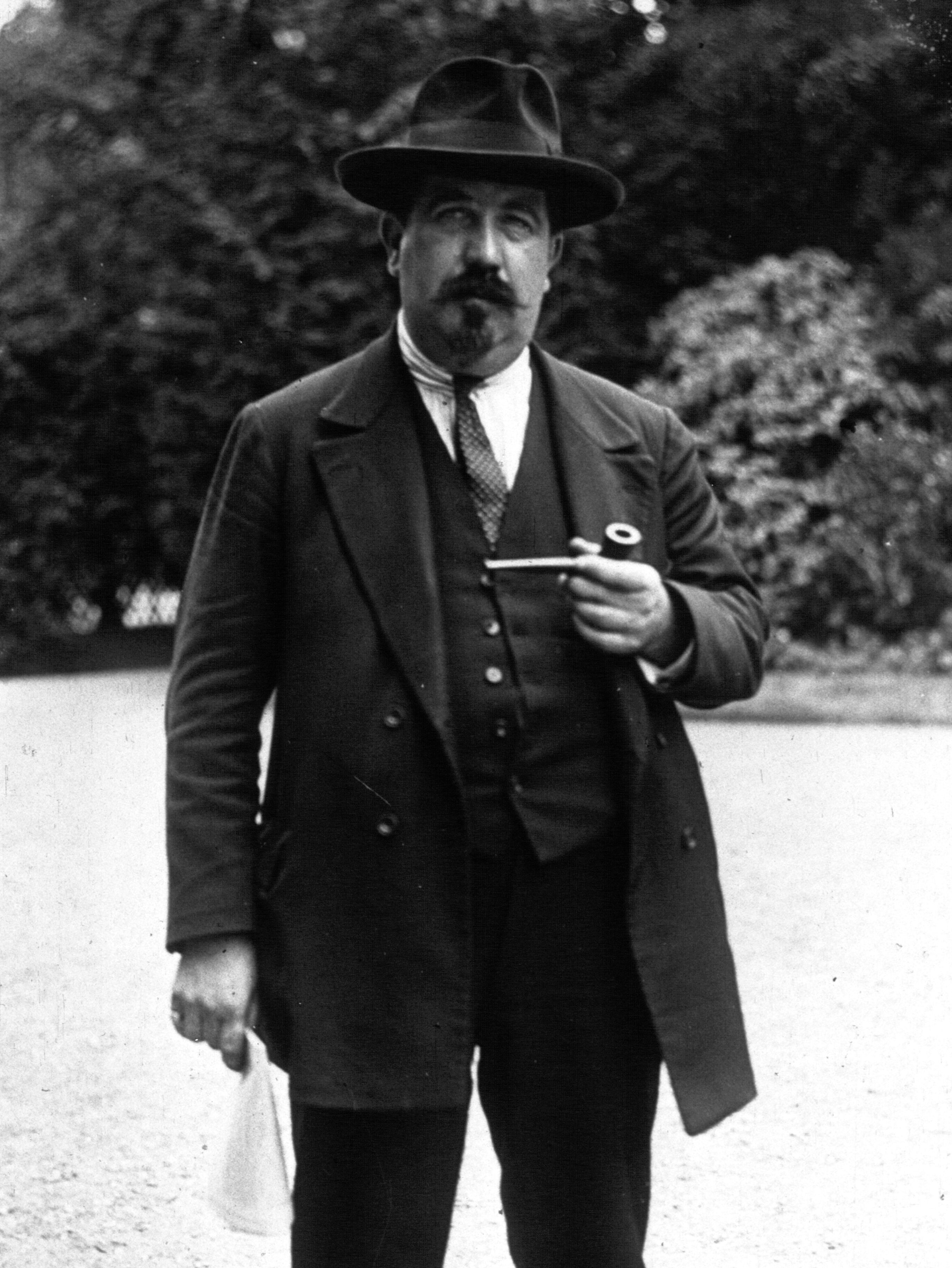
Léon Jouhaux en 1914

- Le 12e Congrès, a lieu du 16 au 23 septembre 1912, au Havre. le bureau confédéral[55] constitué après le Congrès est celui qui est en place à l'annonce de la guerre en août 1914. Le Congrès qui devait se tenir à Grenoble en septembre 1914 est annulé[56].
  - Léon Jouhaux, secrétaire général ; 33 ans, allumettier (Paris et sa banlieue nord-est)
  - Georges Dumoulin, secrétaire adjoint ; 35 ans, ouvrier mineur (Pas-de-Calais)
  - Jules Lapierre, secrétaire adjoint ; ouvrier métallurgiste, traceur en métaux (Saône-et-Loire, Seine-et-Oise)
  - Georges Yvetot, secrétaire ; 44 ans, typographe (Paris)
  - Charles Marck, trésorier ; 45 ans, docker (Le Havre, Seine-Maritime)
  - André Calveyrac, trésorier-adjoint ; 49 ans, ouvrier joailler (Loiret, Paris)

### De 1918 à 1922: vers la scission CGT-CGTU

#### Le Congrès de 1918
- Le 13e Congrès, se tient du 15 au 18 juillet 1918, à Paris : la guerre n'est pas achevée et le ralliement de la CGT à l'Union sacrée, si elle semble admise par beaucoup en 1914 (un seul membre de la CA, Pierre Monatte démissionnait par opposition à cette stratégie), provoque au fil des massacres des clivages politiques qui s'accentuent après la révolution russe de novembre 1917. Le bureau confédéral élu le 1er août 1918 par le CCN de la CGT est renouvelé lors des congrès suivants. Pour lors, en août 1918 il est élu à une très forte majorité des 111 votants[57] (il y a 3 bulletins nuls) :
  - Léon Jouhaux, secrétaire général, 106 voix
  - Georges Dumoulin, secrétaire adjoint pour les Fédérations nationales, 82 voix,
  - Jules Lapierre, secrétaire adjoint pour les Unions départementales, 105 voix,
  - Marcel Laurent, secrétaire adjoint chargé du journal La Voix du Peuple, 75 voix
  - André Calveyrac (trésorier) 107 voix.
  - Un candidat présenté par le Syndicat du Livre n'est pas élu, obtenant 50 voix.

#### Débats internes et affirmation de deux courants
- Le 14e Congrès, du 15 au 21 septembre 1919, à Lyon n'apporte aucun changement à la direction Confédérale : « l'élection du bureau confédéral ne donna lieu à aucun débat » note Léon Jouhaux[58]. Mais l'élection des 30 membres de la Commission administrative, par le CCN des 14-16 janvier 1920, « souleva une série de discussions », poursuit-il. En effet une minorité s'était constituée et demandait la représentation proportionnelle dans les instances dirigeant la CGT. Au congrès de Lyon, qui rassemble 1 200 délégués représentant 2 125 syndicats et plus d'un million de cotisants[59] la majorité obtenait 1 393 voix contre 588 voix aux minoritaires. Le CCN dut recourir à plusieurs tours de scrutin, pour faire place à 3 « minoritaires » sur 30.
- Le 15e Congrès, tenu du 27 septembre au 2 octobre 1920, à Orléans, n'engendre pas de changements dans la composition du Bureau confédéral. La "résolution" d'orientation" présentée par le Bureau confédéral, dont les membres appartiennent à la "majorité" recueille 1 485 voix, contre 658 voix à la "résolution" présentée par la minorité « révolutionnaire », et 44 voix à une troisième résolution[60].

#### La division syndicale
- Le 16e Congrès, du 25 au 30 juillet 1921, à Lille, aboutit à l'éclatement de la CGT. Les minoritaires, qui obtiennent 1 325 voix contre 1 572 voix à la majorité, sont confrontés à une situation de blocage. La "majorité" s'emploie à endiguer le flot de la contestation en excluant les organisations qui regimbent[61]. Les minoritaires créent une nouvelle confédération syndicale, la CGTU (Confédération générale du travail unitaire). Le Bureau confédéral élu à la suite de ce congrès est celui de 1918 reconduit une nouvelle fois, auquel s'agrègent deux "délégués permanents à la propagande"[62] :
  - Léon Jouhaux, 44 ans, secrétaire général;
  - Georges Dumoulin, 44 ans, ouvrier mineur,
  - Marcel Laurent, 34 ans, employé d'épicerie (fédération de l'Alimentation)
  - Jules Lapierre, 58 ans, ouvrier métallurgiste, secrétaires adjoints;
  - André Calveyrac, 58 ans, ouvrier-joailler, trésorier;
  - André Rey, Eugène Marty-Rollan, délégués permanents.

### L'èreLéon Jouhaux
Pour le Bureau confédéral de la CGTU :

#### 1923-1935
- Le 17e Congrès, a lieu du 30 janvier au 2 février 1923, à Paris : de 838 000 adhérents en 1921, ceux qui vont être appelés les « confédérés »[63] seraient 491 000. 1 293 syndicats sont représentés au Congrès où tous les rapports recueillent l'unanimité[64]. Le bureau confédéral élu est le suivant :
  - Léon Jouhaux, secrétaire général;
  - Jules Lapierre[65], secrétaire adjoint ; 50 ans.
  - Raoul Lenoir, secrétaire administratif; 51 ans[66].
  - Francis Million, 41 ans[67].
  - André Calveyrac, trésorier; 60 ans[68].
- Au 18e Congrès, tenu du 25 au 29 août 1925, à Paris, 1 802 syndicats étaient représentés[69]. Une motion pour l'unité syndicale est adoptée, par 1 631 syndicats (3 956 voix), contre 118 syndicats (365 voix), 23 syndicats (72 voix) s'abstenant. Le Bureau confédéral élu en 1923 est reconduit.
- Lors du 19e Congrès, qui se déroule du 25 au 29 juillet 1927, à Paris, le CCN par acclamations a renouvelé le bureau sortant[70]. Le trésorier de la CGT était depuis la tenue d'un CCN en octobre 1926, Félix Dupont[71] qui remplaçait Calveyrac décédé. Des « délégués permanents » à la propagande sont aussi élus ou réélus. Le Bureau confédéral[72] est donc composé de :
  - Léon Jouhaux,
  - Jules Lapierre,
  - Raoul Lenoir,
  - Francis Million,
  - Félix Dupont,
  - Aimé Rey, 35 ans, ouvrier tourneur, délégué à la propagande.
  - Eugène Marty-Rollan, 51 ans, ouvrier serrurier puis employé gazier, délégué à la propagande.
  - Jeanne Chevenard, 51 ans, ancienne brodeuse, lyonnaise d'origine, déléguée à la propagande, "chargée de recueillir toute la documentation sur le travail de la femme".

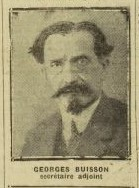
Georges Buisson, membre du bureau confédéral de 1929 à 1946.

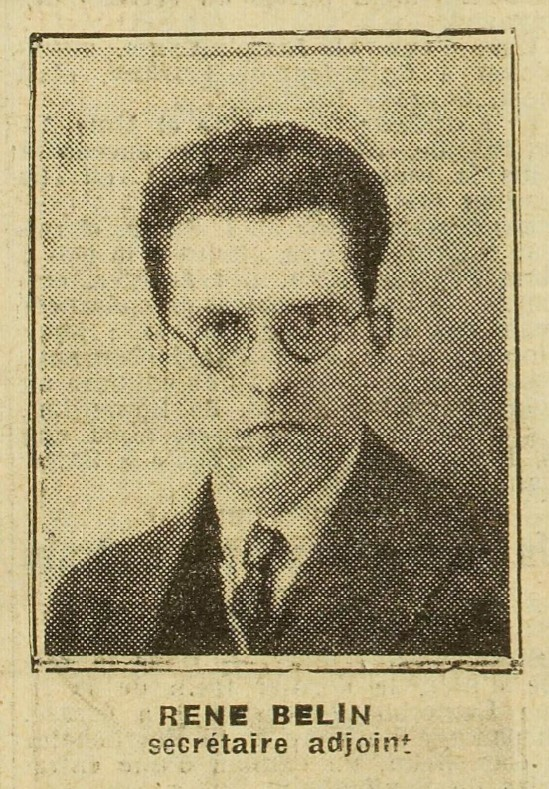
René Belin, secrétaire-adjoint (bureau confédéral) de 1933 à 1940

- Le 20e Congrès, qui se tient du 17 au 20 septembre 1929, à Paris. Le bureau confédéral est reconduit dans ses fonctions, et un nouveau élu entre en fonction, Georges Buisson Selon ses chiffres[73] la CGT compterait 554 796 syndiqués, nombre en progression de 30 000 par rapport à 1927. La CGTU dans le même temps serait passée de 431 000 adhérents à 370 260.
- Le 21e Congrès a lieu du 15 au 19 septembre 1931, à Paris : Léon Jouhaux, secrétaire général; Raoul Lenoir, Francis Million, Jules Lapierre, Georges Buisson, Félix Dupont (trésorier) sont renouvelés dans leurs fonctions. L'organisation annonce 577 280 adhérents.
- Le 22e Congrès, est organisé du 26 au 29 septembre 1933, à Paris. Jules Lapierre est mort le 13 février de la même année. Âgé de 60 ans, il était resté 21 ans au Bureau confédéral. Un poste est donc à pourvoir. Deux militants vont être promus: Robert Bothereau[74], 32 ans, et René Belin, 35 ans. Le bureau confédéral est composé de 7 militants[75], où les nouveaux représentent un renouvellement générationnel :
  - Léon Jouhaux, 54 ans, secrétaire général de la Confédération depuis 24 ans.
  - Raoul Lenoir, 61 ans, originaire de la Somme, ouvrier métallurgiste, membre du Bureau depuis 1920 (13 ans d'ancienneté).
  - Francis Million, 51 ans, lyonnais d'origine, ouvrier typographe, et correcteur, entré au bureau en 1923.
  - Georges Buisson, 55 ans, originaire de l'Eure, comptable, ancien secrétaire de la fédération des employés, 4 ans d'ancienneté au secrétariat.
  - Félix Dupont, 51 ans, ancien cheminot, révoqué, trésorier depuis 1926[76].
  - René Belin, 35 ans, postier ayant par concours gravi les échelons administratifs, originaire de l'Ain, dirigeant du syndicat des agents des PTT. Nouvel élu.
  - Robert Bothereau, 32 ans, né dans le Loiret, où il était secrétaire de l'Union départementale, ajusteur-mécanicien ouvrier d'État. Nouvel élu.
- C'est cette équipe qui amène la CGT vers le Front populaire. En 1933 les confédérés annoncent 533 000 adhérents. Organisé au même moment et à Paris également, le 7e Congrès de la CGTU entraîne le renouvellement d'une direction qui n'a pour bilan que des effectifs en baisse constante : 258 375 syndiqués[77], soit 70 000 de moins en deux ans… Le secrétariat confédéral des « unitaires » fort de 5 militants (4 précédemment) et le Bureau confédéral, où siègent 14 membres (au lieu de 16 en 1931) accueillent 7 nouveaux. Benoît Frachon qui lors des élections législatives de mai 1932, candidat du Parti communiste, avait manqué de peu son élection de député[78] accède au secrétariat confédéral composé comme suit[79]:
  - Gaston Monmousseau, 50 ans, cheminot révoqué, secrétaire confédéral depuis 10 ans.
  - Julien Racamond, 48 ans, ouvrier boulanger, lui aussi secrétaire de la CGTU depuis 10 ans (1923)
  - Marcel Gitton, 30 ans, ouvrier du Bâtiment, membre du secrétariat de la CGTU depuis 4 ans.
  - Benoît Frachon, 40 ans, ouvrier métallurgiste, membre du bureau de la CGTU depuis 2 ans.
  - Léon Mauvais, 31 ans, ouvrier du gaz, membre du bureau de la CGTU depuis 2 ans.
- Les événements du début de l'année 1934 modifient la « donne » syndicale installée en 1922. La crise politique sur fond de scandales financiers, une crise sociale marquée par la montée du chômage[80], l'émeute du 6 février 1934[81], la violente répression (4 morts parmi les manifestants), des manifestations organisées par la CGTU le 9 février, provoquent l'appel à une grève générale et à des manifestations le 12 février. Que l'initiative en revienne à la CGT[82], que la CGTU s'y associe, le résultat, des millions de grévistes, des manifestations dans toute la France[83], met en évidence une aspiration non seulement à l'unité d'action, mais au retour à unité syndicale.
  - le 9 octobre 1934 se tient une première réunion entre des délégués des deux confédérations CGT et CGTU, sur « les moyens de réaliser l'unité syndicale ». Pour la CGT un membre du Bureau confédéral, Francis Million pilote la délégation[84] alors que du côté CGTU, c'est l'ensemble du secrétariat confédéral (Gaston Monmousseau, Benoît Frachon, Julien Racamond qui est présent[85]

#### La CGT réunifiée, 1935-1938: «Front populaire!»

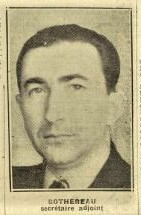
Robert Bothereau en 1936

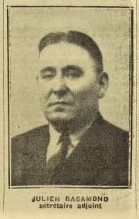
Julien Racamond, secrétaire de la CGTU, puis de la CGT (1923-1953)

- Le 24 juillet 1935, après un 14 juillet marqué par l'ampleur des manifestations populaires, les délégations des deux centrales syndicales conviennent d'un processus concret d'unité syndicale, en même temps que de luttes communes contre la politique du gouvernement[86].
- Le 23e Congrès, se tient du 24 au 27 septembre 1935, à Paris : il reconduit le bureau confédéral sortant, alors que le processus de réunification est en route.
  - Le 28 janvier 1936, un Comité confédéral national se réunit en séance commune et élit le Bureau confédéral provisoire qui va être ratifié et reconduit lors du Congrès de Toulouse
- Le 24e Congrès, se réunit du 2 au 5 mars 1936, à Toulouse : 1 709 délégués, représentants 3 791 syndicats, disposant de 8 450 voix et leurs 785 700 syndiqués[87] (CGT « confédérée » 490 900 + CGTU 264 000) adoptent à l'unanimité les rapports. Cette unanimité finale, est loin d'être acquise au début des travaux du Congrès. Trois points de divergence en effet sont mis en évidence les premiers jours[88]: sur les "structures confédérales", sur les "incompatibilités" des mandats syndicaux et politiques, et sur l'adhésion à la FSI. Les trois votes sur ces points montrent pour chacun un rapport de forces deux tiers-un tiers. Ainsi le vote sur les structures syndicales donne-il : 5 700 voix "pour", 2 609 voix "contre" ; le vote concernant l'adhésion à la FSI : 5463 voix "pour", 2 513 voix "contre".
Mais avant tout soucieux du résultat final, et aucune des deux parties ne pouvant revenir en arrière[89] les anciens "unitaires", minoritaires, cèdent. Chef de file des "unitaires" Julien Racamond, confirme le 5 mars en séance plénière[90] que la résolution finale sera votée à l'unanimité. Son discours est salué de la part des congressistes, par la même Internationale que celle qui accueille Léon Jouhaux, lorsque quelques instants plus tard, celui-ci vient à la tribune conclure les débats :

« Camarades, vous avez accompli un grand acte lorsque vous avez reconstitué l'unité de la CGT. Vous avez permis que, dans ce pays, une seule force ouvrière se dresse en face de tous ses adversaires (…) Vous allez accomplir un second acte, aussi grand que le premier. Vous parachevez l'unité de la classe ouvrière en grandissant la personnalité de la CGT, en la situant au-dessus de tous les partis, de tous les groupements, en lui permettant de tenir le flambeau de la lutte vers l'avenir émancipateur, en adhérant à un programme, à un Plan d'émancipation sociale qui s'imposera à tous, dans lequel git à la fois l'étoile de l'avenir et l'assurance de l'émancipation humaine. »

Le 6 mars les 42 membres du Comité Confédéral national réunis à la Bourse du travail de Toulouse désignent avec la même unanimité le Bureau confédéral qui compte 8 membres : 6 anciens « confédérés » et 2 anciens « unitaires ». Le bureau confédéral est ainsi constitué :
- - Léon Jouhaux, secrétaire général, 58 ans.
  - René Belin, agent des PTT, 38 ans
  - Raymond Bouyer, ouvrier métallurgiste (mécanicien), 34 ans[93]
  - Robert Bothereau, ajusteur-mécanicien, 44 ans
  - Georges Buisson, employé, 58 ans
  - Félix Dupont, ouvrier serrurier, 54 ans
  - Benoît Frachon°, ouvrier métallurgiste, 43 ans
  - Julien Racamond°, ouvrier boulanger, 51 ans

Deux mois après le Congrès de Toulouse, les élections législatives des 26 avril et 2 mai 1936, donnent une majorité de députés Front populaire. Parmi eux, dans les rangs du Parti communiste il est à remarquer que figurent plusieurs dirigeants de Fédérations CGT d'industrie, non concernés par l'interdiction du cumul des mandats, puisque chaque fédération peut adopter des statuts divergeant en ce domaine. Ainsi Ambroise Croizat, secrétaire de la puissante fédération CGT des Métaux (820 000 syndiqués en 1937) est-il député de Paris, André Parsal dirigeant de l'agriculture (ouvriers agricoles, bûcherons), également. Quant à Gaston Monmousseau, lui aussi élu député, en banlieue parisienne, il n'a plus de « casquette » confédérale, mais il dirige un des journaux de la CGT, La Vie ouvrière.
Les grèves de mai-juin 1936, provoquent un raz-de-marée d'adhésion à la CGT. Dans le domaine du chiffrage de ce phénomène, la controverse existe. Mais on peut estimer que « pour la première fois en France, le taux de syndicalisation des salariés atteint 50 % ». À la fin de l'année 1936, la CGT avoisine les 5 millions de membres selon l'historien Georges Lefranc qui est aussi témoin en la matière puisqu'il anime le Centre confédéral d'éducation ouvrière. En 1937 il y a environ 4 500 000 syndiqués selon le même témoin et 3 958 000 selon une autre source

#### 1938-1940: nouvelle division
- Le 25e Congrès, a lieu du 14 au 17 novembre 1938, à Nantes: à l'issue du Congrès, le Bureau confédéral est inchangé. Mais les débats font apparaître un clivage majeur. Plusieurs votes de "résolutions" ont lieu : l'un porte sur les moyens de préserver la paix. Les « accords de Munich » du 30 septembre 1938 partagent la CGT entre partisans de la paix quel qu'en soit le prix et partisans d'une attitude ferme face à Hitler). René Belin membre du Bureau confédéral soutient le texte présenté par Mathé, du syndicat des instituteurs dont les dirigeants appartiennent à la tendance qu'il anime ("Syndicats"). Les autres membres du Bureau confédéral appuient une motion (dite « Vivier-Merle », nom du premier signataire du texte) plus dure face à la menace hitlérienne. 6 419 voix se prononcent pour la résolution « Mathé », 16 784 voix approuvent le second texte. Un autre vote a lieu à propos de "l'indépendance syndicale". Les mêmes clivages émergent, un texte optant pour le retrait de la CGT du "Front populaire" recueille 7 221 voix contre 16 582[96].
- Mais le pacte germano-soviétique d'août 1940 bouleverse l'équilibre du Congrès de Nantes.
  - Le 18 septembre 1939, Le Bureau confédéral de la CGT publie une déclaration affirmant le rejet de toute collaboration avec les dirigeants n'ayant pas condamné le Pacte Germano-soviétique[97]. Cette déclaration rendue publique le même jour est signée par les six membres "ex-confédérés" du Bureau confédéral : Léon Jouhaux, René Belin, Raymond Bouyer, Robert Bothereau, Georges Buisson, Félix Dupont, et par 16 membres de la CA "présents à Paris"[98].
 La Commission administrative de la CGT, le 25 septembre 1939 va plus loin et prend la décision d'exclusion du Bureau confédéral de Benoît Frachon et de Julien Racamond, pour ne pas avoir dénoncé le Pacte germano-soviétique. Cette décision entérine également l'exclusion de ses membres et de toutes les Fédérations et Unions n'ayant pas fait de déclaration publique contre le Pacte. La décision de la CA de la CGT est prise par 24 voix, dont 3 avec réserves (Louis Saillant, Pierre Neumeyer et Robert Lacoste), contre 5 voix, 2 abstentions. 22 membres de la CA sont absents, dont 19 parce qu'ils sont mobilisés. Considérés comme des salariés, puisque permanents syndicaux, Benoît Frachon et Julien Racamond, sont licenciés par leur employeur, le Bureau confédéral[99]…
  - Fin septembre 1939, Les exclus publient un texte, qui paraît à Bruxelles dans une revue de la IIIe Internationale. Son titre, Pour l'union syndicale en France, prend rang pour l'avenir. Signé par Benoît Frachon, Julien Racamond, et les cinq opposants de la CA du 24 septembre, Henri Raynaud (Union régionale parisienne), Édouard Fink (fédération de la Chimie), Alexandre Delobelle (Fédération textile), Henri Becker (fédération du Bois), Charles Garcias (Transports)[100]. Le 18 octobre 1939, la police française arrête six des sept signataires. Frachon, entré en clandestinité échappe au coup de filet. Il ne réapparaît, légalement, qu'en août 1944.
- L'arrivée au pouvoir de Philippe Pétain s'accompagne d'une volonté de remodelage du paysage social français. Le 9 novembre 1940 un décret de dissolution de la Confédération générale du travail, signé par René Belin, qui avait été nommé ministre secrétaire d'État à la Production industrielle et au Travail, par le régime de Vichy, le 13 juillet 1940.

### Clandestinité, réunification,Libération

#### 1940-1944
- Le 15 novembre 1940, d'anciens responsables de la CGT, associés avec d'anciens responsables de la CFTC, dissoute au même titre que la CGT, font paraître un "Manifeste du syndicalisme français"(nommé plus tard Manifeste des Douze)[101] affirmant la non soumission du syndicalisme aux principes de la Charte du travail, refusant la « mentalité de vaincus » et disant la foi des signataires dans le syndicalisme français, "ses traditions et son avenir[102]. Aucun membre de l'ancien Bureau confédéral ne figure parmi les signataires, mais on relève les noms de ceux que la Résistance porte au Bureau confédéral tel qu'il apparaît en 1944, Louis Saillant, Albert Gazier, Pierre Neumeyer[103]
- Le 22 septembre 1942, une réunion en vue de réorganiser le Bureau confédéral[104] a lieu. Pour les anciens "confédérés" sont présents Léon Jouhaux et Louis Saillant, les anciens unitaires sont représentés par Raymond Sémat, de la Fédération CGT des Métaux, un des signataires des Accords Matignon.
- Les accords du Perreux, le 17 avril 1943 : dans une villa de la banlieue parisienne, au Perreux, sont conclus des accords entre les délégués ex-confédérés : Robert Bothereau, Louis Saillant, responsables en "zone Nord" et les délégués ex-unitaires Henri Raynaud, André Tollet, responsables de l'Union des syndicats de la Région parisienne. La CGT est réunifiée une nouvelle fois, les exclus de 1939 reprennent leur place au Bureau confédéral, en particulier Benoît Frachon, qui de 1940 à 1944 a dirigé dans la clandestinité le Parti communiste français[105] et la CGT.
- Les huit membres du Bureau confédéral de l'« avant-guerre », ont un destin fort divers. Aucun ne disparaît en Déportation, ou n'est exécuté par les Allemands, contrairement à certains dirigeants de Fédérations syndicales (ainsi Pierre Semard, dirigeant CGT des Cheminots, est fusillé en 1942). Léon Jouhaux est arrêté le 16 novembre 1942[106], puis interné en Allemagne de mars 1943 à mai 1945. René Belin est exclu à vie du mouvement syndical pour « collaboration »; Georges Buisson[107] gagne Londres puis Alger, où délégué à l'Assemblée consultative il en est élu vice-président. Il meurt en janvier 1946[108] ; Raymond Bouyer n'est plus membre du Bureau confédéral en 1944[109]; de même Félix Dupont ancien trésorier. Robert Bothereau, Benoît Frachon sont des résistants actifs, et Julien Racamond[110], libéré de prison en 1942, le devient.

#### L'ascension deBenoît Frachonet deRobert Bothereau
- 26 août 1944: le Bureau confédéral se réinstalle rue La Fayette à Paris[111]. Léon Jouhaux, secrétaire général étant prisonnier en Allemagne, le bureau confédéral, de fait, est composé de 8 membres, dont 4°°, non élus à cette responsabilité en 1938, mais déjà membres de la CA, sont promus :
  - Robert Bothereau,
  - Georges Buisson,
  - Louis Saillant°°,
  - Pierre Neumeyer°°,
  - Albert Gazier°°, pour les anciens confédérés,
  - Benoît Frachon,
  - Henri Raynaud°°,
  - Julien Racamond, pour les anciens unitaires.

### De 1945 à 1975: la direction de la CGT, durant les "trente glorieuses"

#### 1945-1947: derniers feux de l'unification syndicale
- Le Comité confédéral national, réuni du 27 au 29 mars 1945 désigne à l'unanimité[112] la Commission administrative et un Bureau confédéral théorique de 13 membres[113],[114] :

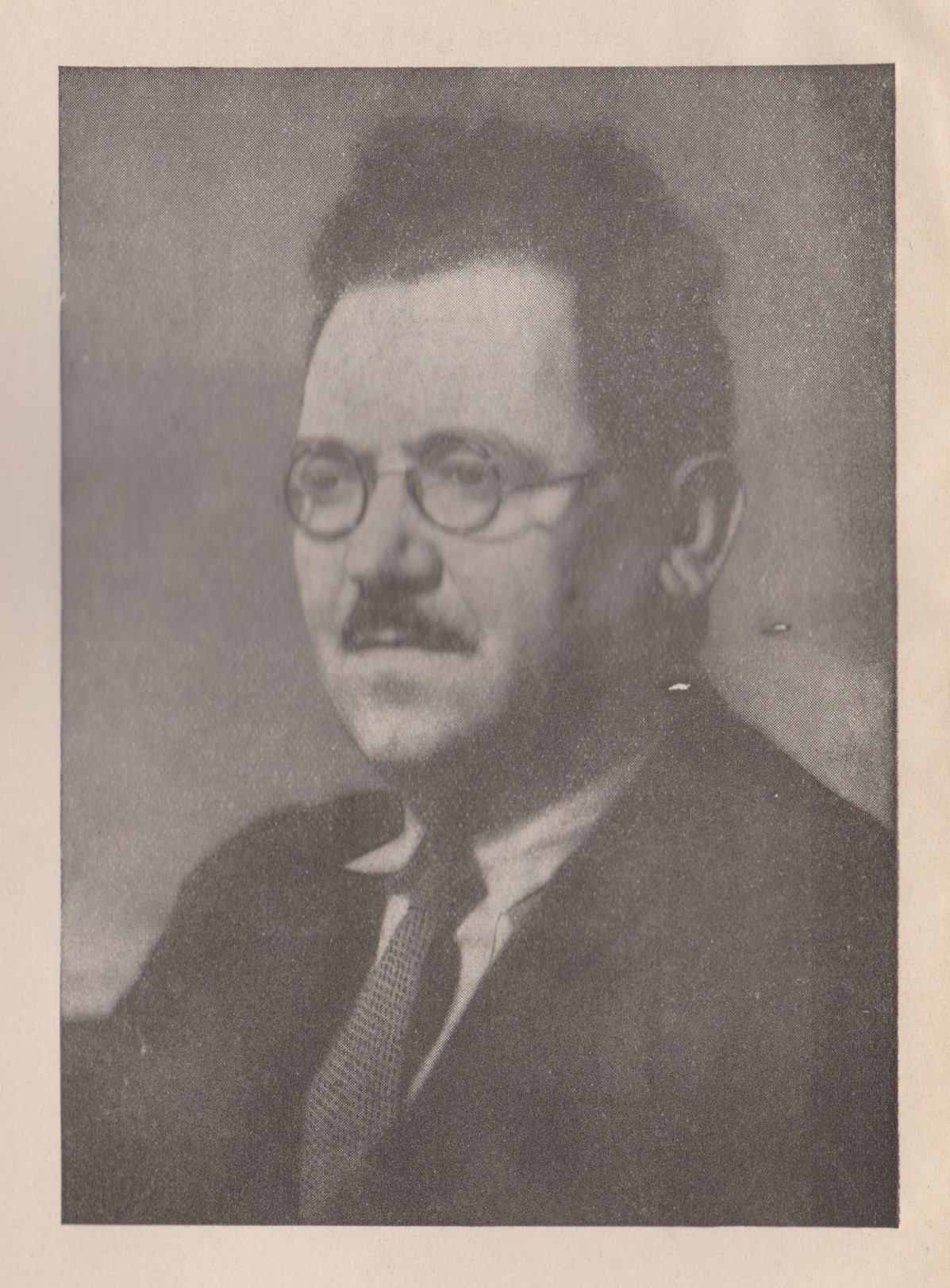
Benoît Frachon en 1946

  - Léon Jouhaux, secrétaire général "déporté en Allemagne"[115]
  - Benoît Frachon
  - Louis Saillant[116], faisant fonction de secrétaire général[117]
  - Robert Bothereau
  - Georges Buisson
  - Roger Deniau
  - Albert Gazier
  - Pierre Le Brun
  - Gaston Monmousseau
  - Pierre Neumeyer
  - Julien Racamond
  - Henri Raynaud
  - André Tollet, secrétaires
- Le 5 septembre 1945, le CCN de la CGT adopte par 89 voix contre 42 et 2 abstentions une proposition créant le second poste de secrétaire général[118]. Le Bureau confédéral est confirmé[119]. Il régularise la place tenue par Benoît Frachon depuis 1944. Il comprend les 2 secrétaires généraux et 11 secrétaires. C'est alors le plus nombreux qu'ait eu la CGT. 8 « ex-confédérés » y côtoient 5 « ex-unitaires » (indiqués ci-dessous par °). L'âge des secrétaires donne à voir l'arrivée aux responsabilités d'une génération ayant fait ses "classes" syndicales après 1918-1920. Les plus jeunes (4 ont moins de 40 ans) sont de la génération du Front populaire. Mais les femmes qui votent pour la première fois en avril 1945[120] sont absentes de la direction, comme elles l'étaient depuis 1936.
  - Léon Jouhaux, né en 1879. 66 ans
  - Benoît Frachon°, né en 1893. 52 ans
  - Louis Saillant, né en 1910. 35 ans
  - Robert Bothereau, né en 1901. 44 ans
  - Georges Buisson, né en 1878. 67 ans
  - Roger Deniau, né en 1899, 46 ans
  - Albert Gazier, né en 1908. 37 ans
  - Pierre Le Brun, né en 1906. 39 ans
  - Gaston Monmousseau°, né en 1883. 62 ans
  - Pierre Neumeyer, né en 1878. 67 ans
  - Julien Racamond°, né en 1886. 60 ans
  - Henri Raynaud°, né en 1890. 55 ans
  - André Tollet°, né en 1913. 32 ans.
  - En octobre 1945ce bureau enregistre la démission de Albert Gazier, élu député (SFIO), puis nommé sous-secrétaire d'État à l'Économie.
  - En janvier 1946, le décès de Georges Buisson réduit encore la proportion des anciens "confédérés" au sein du bureau confédéral.
- Le 26e Congrès, est réuni du 8 au 12 avril 1946, au Parc des expositions à Paris, 15e arrondissement. Huit années se sont écoulées depuis le précédent congrès. Ce large espace temporel, qui aurait impliqué par lui-même en "temps normal" deux ou trois Congrès confédéraux[121] recouvre des moments où le syndicalisme a été confronté à des situations extrêmes : éclatement du Front populaire, guerre, interdiction et dissolution, Résistance (ou collaboration pour une faible part), répression, Libération. Au renouvellement naturel des hommes, à la déportation et aux exécutions de nombreux leaders syndicaux[122], succèdent des situations inédites : des députés siègent en 1944-1945 à l'Assemblée consultative où ils représentent la CGT, des ministres issus de la CGT siègent au gouvernement. Ambroise Croizat ancien secrétaire général de la Fédération des Métaux, Charles Tillon ancien secrétaire d'une fédération de la CGTU, Marcel Paul, secrétaire général de la fédération de l’Éclairage, Auguste Lecœur, militant de la fédération des Mineurs, Marius Patinaud, dirigeant des métallurgistes de la Loire côté communiste, Albert Gazier dirigeant de la fédération des Employés, Robert Lacoste, secrétaire de la fédération des fonctionnaires, Christian Pineau ancien secrétaire général de la Fédération des Employés côté socialiste[123], sont de ceux-là. Minoritaires lors de la réunification syndicale, les anciens « unitaires » sont devenus majoritaires dans la CGT. Les votes des motions au Congrès permettent de quantifier les audiences respectives[124] Le rapport est de 3/4 pour les ex-unitaires, 1/4 pour les ex-confédérés. Pourtant le bureau confédéral élu à la suite du Congrès est composé pour moitié d'anciens « confédérés », pour l'autre moitié d'anciens unitaires[125].

- - Léon Jouhaux, secrétaire général, 67 ans. Ouvrier allumettier (Paris/Région parisienne)
  - Benoît Frachon°, secrétaire général, 53 ans. Ouvrier métallurgiste (Loire/Région parisienne)
  - Robert Bothereau, 45 ans. Ajusteur-mécanicien, ouvrier d'État (Loiret)
  - Albert Bouzanquet, 49 ans. Fonctionnaire civil au ministère de la Guerre (Gard/Tunisie)
  - Marie Couette°, 48 ans. Employée des PTT (Loir-et-Cher/Paris-chèques).
  - Georges Delamarre, 39 ans. Ouvrier métallurgiste (Région parisienne)
  - Pierre Le Brun, 40 ans. Ingénieur des Ponts-et-Chaussées (Jura/Région parisienne)
  - Gaston Monmousseau°, 61 ans. Menuisier puis ouvrier des Chemins de fer (Indre-et-Loire/Paris)
  - Pierre Neumeyer, 68 ans. Fonctionnaire des Douanes (Vosges/Région parisienne)
  - Henri Raynaud°, 56 ans. Commis des PTT (Haute-Garonne/région parisienne)
  - Julien Racamond°, 61 ans. Ouvrier boulanger (Côte-d'Or)
  - Louis Saillant, 36 ans. Ouvrier sculpteur sur bois (Drôme)
  - André Tollet°, 33 ans. Ouvrier tapissier (Paris)

#### La "guerre froide" et la4eRépublique
- Au Comité confédéral national (CCN), les 12-13 novembre 1947 : par 857 voix contre 127 voix[126] le CCN de la CGT condamne le Plan Marshall d'aide américaine à la France, dont résulterait l'asservissement économique de la France aux États-Unis. Le clivage entre les "pour" et les "contre" à cette motion est celui formé entre la majorité de la Centrale syndicale et la minorité Force ouvrière.
- Le 19 décembre 1947, 5 membres du Bureau confédéral, démissionnent de leurs responsabilités et créent une nouvelle Confédération[127], la CGT-Force ouvrière :
  - Léon Jouhaux,
  - Robert Bothereau,
  - Albert Bouzanquet,
  - Georges Delamarre,
  - Pierre Neumeyer.
  - Cependant 2 autres membres du bureau confédéral, classés parmi les anciens « confédérés » restent à la CGT : Pierre Le Brun et Louis Saillant.
- le CCN, se réunit les 5 et 6 janvier 1948 : pour remplacer les 5 membres du Bureau confédéral qui ont démissionné pour Force ouvrière, le Comité confédéral national procède à l'élection de 5 nouveaux membres :
  - Alain Le Léap,
  - Yves Dellac[128],
  - Jules Duchat[129],
  - Lucien Jayat,
  - Jacques Marion[130].
  - Aucun d'entre eux est réputé appartenir au Parti communiste.
- Le 27e Congrès est réuni du 11 au 15 octobre 1948 à (Paris): le Bureau confédéral est confirmé[131],[132], de même que le maintien de deux postes de « secrétaire général ». Louis Saillant se consacrant à la FSM, dont le siège est à Paris[133], c'est à Alain Le Léap, qu'échoit ce poste. Le Bureau comprend 12 membres :
  - Benoît Frachon, secrétaire général
  - Alain Le Léap, secrétaire général, inspecteur des impôts, 43 ans
  - Gaston Monmousseau, 65 ans, directeur de La Vie ouvrière, la revuue hebdomadaire de la CGT.
  - Lucien Jayat, 53 ans, administrateur de la Confédération[134]
  - Marie Couette, 50 ans
  - Yves Dellac, employé SNCF, 47 ans
  - Jules Duchat, ouvrier parquetteur, 61 ans
  - Pierre Le Brun, 42 ans, ingénieur, administrateur d'EDF,
  - Jacques Marion, 45 ans, musicien, ancien secrétaire général de la Fédération CGT du Spectacle, directeur du Peuple, l'organe officiel de la CGT[135]
  - Henri Raynaud, 58 ans
  - Julien Racamond, 63 ans
  - André Tollet, 35 ans
- n'est pas réélu : Louis Saillant, devenu secrétaire général de la FSM, Fédération syndicale mondiale.
- En novembre 1949: démission de Marie Couette, pour raison de santé. Pour la remplacer, Olga Tournade, ouvrière dans la Métallurgie[136], est élue par le CCN.
- Le 28e Congrès, du 27 mai au 1er juin 1951, se réunit à (Paris). Le Bureau confédéral comprend 12 militants, laissant de côté deux membres et en promouvant deux autres°°, dont une femme. Deux femmes sont donc membres du Bureau. Sont élus :
  - Benoît Frachon, 58 ans, secrétaire général
  - Alain Le Léap, 46 ans, secrétaire général
  - Gaston Monmousseau, 68 ans
  - Lucien Jayat, 56 ans
  - Henri Raynaud, 61 ans
  - Jules Duchat, 64 ans
  - Pierre Le Brun, 45 ans
  - Jacques Marion, 48 ans
  - Julien Racamond, 66 ans
  - Olga Tournade, 38 ans, ouvrière métallurgiste, de Paris
  - Germaine Guillé°°, 45 ans, de la Fédération de l'Alimentation[137],
  - Lucien Molino°°, 44 ans, ancien chauffeur de taxi, secrétaire général de l'Union départementale (UD) des Bouches-du-Rhône[138].
  - et ne sont pas réélus : Yves Dellac, 50 ans et André Tollet[139], 38 ans.
- Le 29e Congrès, se tient du 7 au 12 juin 1953, à (Paris): le bureau confédéral élu à la suite du Congrès est le suivant :
  - Benoît Frachon, 60 ans, secrétaire général
  - Alain le Léap, 48 ans, secrétaire général
  - Lucien Molino, 46 ans, chauffeur de taxi, ancien secrétaire général de l'UD des Bouches-du-Rhône
  - Jules Duchat, 66 ans
  - Lucien Jayat, 58 ans
  - Pierre Le Brun, 48 ans
  - Jacques Marion, 50 ans
  - Léon Mauvais, 51 ans, nouvel élu, mais responsable syndical de longue date et membre du Bureau politique du PCF, issu de la Fédération de l'Éclairage
  - Gaston Monmousseau, 70 ans
  - Henri Raynaud, 63 ans
  - Olga Tournade, 40 ans, ouvrière (fédération de la Métallurgie)
  - Germaine Guillé, 47 ans (fédération de l'Alimentation).
- En raison des poursuites judiciaires contre les deux secrétaires généraux, 2 « adjoints » au Bureau confédéral sont élus temporairement :
  - André Lunet, 51 ans, dessinateur industriel, (fédération des Métaux)(Union des syndicats CGT de la Région parisienne)
  - Léon Rouzaud, secrétaire général de l'Union générale des fédérations de fonctionnaires
  - quitte le bureau confédéral : Julien Racamond, âgé de 68 ans, qui avait été membre du Bureau confédéral de la CGTU de 1923 à 1936, date à partir de laquelle il avait intégré de Bureau confédéral de la CGT.

#### 1955-1957, montée des débats internes
- Le 30e Congrès, a lieu du 12 au 17 juin 1955 à Paris au Palais des congrès : il rassemble 2 439 délégués (titulaires et suppléants). La CGT compterait 7 154 syndicats et 1 900 000 syndiqués[140]. Mais selon le rapport de la "commission des mandats" qui œuvre au moment du congrès, seuls 5 334 syndicats sont représentés au congrès[141], soit 1 479 919 voix. Il y a 232 déléguées féminines (moins de 10 % du congrès) et l'âge moyen des participants et 37 ans et demi. Les tranches d'âge dégagées permettent une approche, parmi d'autres, de l'organisation en 1955, au premier tiers des "Trente glorieuses"[142] :
  - moins de 20 ans : 31
  - de 20 à 25 ans : 160
  - de 25 à 35 ans : 911
  - de 35 à 50 ans : 1 002** plus de 50 ans : 326.
  - Le rapport du Bureau confédéral, prononcé par Benoît Frachon soulève quelques contestations de la part de Léon Rouzaud et Pierre Le Brun qui expriment à la tribune du congrès leur différence d'appréciation sur l'unité syndicale[143]. Ils sont soutenus par les secrétaires généraux des Fédérations CGT du Livre (Édouard Ehni) et des Marins (Augustin Gruenais). À défaut de pouvoir présenter un texte, ces militants se comptent en s'abstenant lors du vote d'approbation du rapport du Bureau confédéral :
  - 1 416 379 voix se prononcent "pour", 6 459 voix se prononcent "contre" et les abstentions sont au nombre de 57 081 voix.
  - Le bureau confédéral est élu à l'unanimité du CCN réuni pendant le Congrès. Il compte 13 membres, dont 4 nouveaux (signalés ici °°°) pour 3 départs (non expliqués au Congrès)[144] :
  - Benoît Frachon, et,
  - Alain Le Léap, secrétaires généraux ;
  - Marcel Caille°°°, âgé de 34 ans, présenté par l'UD de l'Aisne. Ouvrier métallurgiste (ajusteur), dès l'âge de 15 ans, résistant, il entre à la SNCF en 1945. Il est le « benjamin » du Bureau confédéral[145]. Il est chargé du secteur « Organisation » de la Confédération. En 1956, il est élu au Comité central du Parti communiste, fonction qu'il quitte en 1959.
  - Madeleine Colin°°°, âgée de 50 ans, employée aux PTT, présentée par la fédération des PTT, dont elle est membre de la direction[146],
  - Jules Duchat, (fédération du Bâtiment),
  - Germaine Guillé, (fédération de l'alimentation),
  - Lucien Jayat, (fédération des Services publics),
  - Pierre Le Brun, (fédération Gaz et Électricité),
  - Léon Mauvais, (fédération Gaz et Électricité),
  - André Merlot°°°, âgé de 35 ans, ouvrier menuisier, présenté par l'UD de Seine-et-Oise, dont il est un des secrétaires[147]. Il est membre du Comité central du PCF depuis 1954.
  - Gaston Monmousseau, directeur de La Vie ouvrière, (Fédération des chemins de fer),
  - Henri Raynaud, (fédération des PTT),
  - Jean Schaefer°°°, âgé de 43 ans, présenté par la Fédération des Employés[148].
  - ceux qui ne sont pas réélus : Lucien Molino, 48 ans, UD des Bouches-du-Rhône[149], Jacques Marion, 52 ans, Olga Tournade, 42 ans.
- Le 31e Congrès, se tient du 16 au 21 juin 1957, à Ivry-sur-Seine. Il rassemble 1 441 délégués, parmi lesquels les femmes sont 148 (10 %). L'âge moyen du Congrès est de 38 ans. 6 044 syndicats sont représentés par ces délégués, soit 1 239 498 adhérents. Le même clivage interne qu'au précédent congrès se manifeste[150]. L'évolution des votes entre les années 1955 et 1957 fait apparaître une progression des minoritaires, partisans d'un « syndicalisme rénové » selon la formule utilisée par l'hebdomadaire France Observateur[151]. Ceux-ci présentent une proposition alternative[152], signée par deux membres du Bureau confédéral : Pierre Le Brun, et Jean Schaeffer. Un ancien membre de cet instance figure également parmi les signataires, Jacques Marion, de la Fédération du spectacle. Le vote du congrès permet une mise en lumière du rapport de forces :
  - 144 syndicats (89 989 voix) votent le texte; 5 739 syndicats (1 091 424 voix) votent contre, 7 syndicats (2 010 voix) s'abstiennent alors que 155 syndicats (55 075 voix) ne prennent pas part au vote.
  - À l'issue du Congrès le Bureau confédéral sortant est reconduit en son entier.
- En septembre 1957: démission de Alain Le Léap, 52 ans, pour « raison de santé »[153].

#### La CGT face au pouvoirgaulliste
- Le 32e Congrès, se tient du 14 au 19 juin 1959, à Ivry-sur-Seine : deux « nouveaux »°° sont élus au Bureau confédéral, tous deux ne sont pas membres du Parti communiste, tout comme Jules Duchat, qui à 72 ans, quitte ses fonctions. Benoît Frachon, demeure l'unique secrétaire général de l'organisation syndicale. Le Bureau se compose de :
  - Benoît Frachon
  - André Berteloot°°, 40 ans, fonctionnaire du ministère des Finances, ancien secrétaire de l'Union générale des fédérations de fonctionnaires-CGT.
  - Marcel Caille,
  - Madeleine Colin,
  - Germaine Guillé,
  - Lucien Jayat,
  - Pierre Le Brun,
  - Livio Mascarello°°, 40 ans, ouvrier métallurgiste, secrétaire général adjoint de la fédération des Métaux[154]
  - Léon Mauvais,
  - André Merlot,
  - Gaston Monmousseau,
  - Henri Raynaud,
  - Jean Schaefer.
  - en juillet 1960, le décès de Gaston Monmousseau provoque l'élection par le CCN de Henri Krasucki au Bureau confédéral. Gaston Monmousseau, leader « historique », qui avait assuré le secrétariat général de la CGTU de 1923 à 1933, était âgé de 77 ans à sa mort. Son remplaçant Henri Krasucki, ouvrier parisien, résistant et déporté est âgé de 36 ans. En 2 ans, le bureau confédéral est considérablement rajeuni.
  - Ce premier Congrès de l'ère gaulliste rassemble 1 439 délégués représentants 6 335 syndicats et 1 508 117 syndiqués selon les rapports lus aux congressistes. Dans les faits 1 403 900 syndiqués sont comptabilisés dans les votes[155]. Le rapport d'activité présenté par Benoît Frachon, est adopté par 1 346 430 voix, contre 47 182, et 10 316 abstentions. Un des membres du Bureau confédéral intervient à le tribune : Pierre Le Brun, rompt quelque peu l'unanimisme en notant les évolutions du capitalisme, en contestant les analyses sur la paupérisation des travailleurs, et en remarquant l'influence de de Gaulle au sein de la classe ouvrière. Non censurée son intervention occupe près d'une page du compte-rendu publié dans la Vie ouvrière qui titre : « le vrai visage de la CGT ». Une autre voix se fait entendre dans le même sens, celle de Léon Rouzaud, ancien adjoint du Bureau confédéral, secrétaire du syndicat des contributions indirectes. Pierre Le Brun est réélu au Bureau confédéral.
- Le 33e Congrès, qui se tient du 28 mai au 2 juin 1961, à Ivry-sur-Seine ne provoque aucun changement dans la direction syndicale reconduite : Benoît Frachon, secrétaire général; André Berteloot, Marcel Caille, Madeleine Colin, Germaine Guillé, Lucien Jayat, Henri Krasucki, Pierre Le Brun, Livio Mascarello, Léon Mauvais, André Merlot, Henri Raynaud, Jean Schaeffer.
- Le 34e Congrès, du 12 au 17 mai 1963, est réuni à Saint-Denis : un nouvel élu fait partie du Bureau confédéral, René Duhamel. Son Administration d'origine, les PTT), l'a révoqué en 1951, en même temps que Georges Frischmann; ancien militant socialiste, il est âgé de 44 ans. Le bureau est composé de 14 membres :
  - Benoît Frachon, secrétaire général;
  - André Berteloot,
  - Marcel Caille,
  - Madeleine Colin,
  - René Duhamel,
  - Germaine Guillé,
  - Lucien Jayat,
  - Henri Krasucki,
  - Pierre Le Brun,
  - Livio Mascarello,
  - Léon Mauvais,
  - André Merlot,
  - Henri Raynaud,
  - Jean Schaefer.
  - En 1964 (mois ?), Henri Raynaud, 74 ans démissionne, pour cause de "retraite". Son remplacement s'effectue au Congrès suivant.
- Le 35e Congrès, du 16 au 21 mai 1965, se tient une nouvelle fois à Ivry-sur-Seine, ville phare de la "banlieue rouge", dont le maire Georges Marrane, occupe cette responsabilité depuis 40 ans (1925)[156] Le bureau confédéral sortant est reconduit et un nouvel entrant y est élu : âgé de 39 ans, apprenti typographe, résistant, déporté très jeune (18 ans), secrétaire général de la Fédération CGT des "chemins de fer" depuis 1961[157] Georges Séguy est le plus jeune membre du bureau confédéral. Celui-ci comprend 14 membres :
  - Benoît Frachon, secrétaire général;
  - André Berteloot,
  - Marcel Caille,
  - Madeleine Colin,
  - René Duhamel,
  - Germaine Guillé,
  - Lucien Jayat,
  - Henri Krasucki,
  - Pierre Le Brun,
  - Livio Mascarello,
  - Léon Mauvais,
  - André Merlot,
  - Jean Schaefer,
  - Georges Séguy.
  - En janvier 1966 Pierre Le Brun, annonce sa démission du Bureau confédéral. En désaccord avec la politique anti-gaulliste de la CGT, il avait appelé à voter Charles de Gaulle à l'élection présidentielle de décembre 1965.

#### 1967: Georges Séguy succède à Benoît Frachon
- Le 36e Congrès de la CGT, se tient, toujours en banlieue parisienne, du 11 au 16 juin 1967, à Nanterre. Raymond Barbet, député communiste, accueille les délégués dans une ville dont il est maire de les élections municipales du Front populaire 1935. Le Congrès de Nanterre est celui où Benoît Frachon transmet la direction de la CGT à Georges Séguy. Le premier ne s'en va pas tout à fait, il est élu à un poste créé pour l'occasion, Président de la CGT. Quant à Georges Séguy, il « illustre la volonté de rajeunissement de la CGT »[158] Le même commentateur note que ce rajeunissement est à l'œuvre dans : l'effort de recrutement en direction de la génération montante, de l'évolution des méthodes de travail ou de l'abaissement de la moyenne d'âge du bureau confédéral.
  - Quelque 1 400 délégués et membres de droit participent à ce Congrès. Ils représentent, selon la Centrale syndicale, 1 939 318 adhérents, répartis en 10 814 syndicats[159]. Le rapport de la Commission des mandats donne à voir ces délégués, statistiquement : 860 ouvriers, 237 employés, 157 techniciens (dont 78 ingénieurs et cadre), 43 retraités, 80 fonctionnaires et 20 professions « diverses ». Le Bureau confédéral est composé de 14 membres, dont 2 femmes. Il est composé à parité de membres du PCF et de non membres, dont certains sont ou avaient été adhérents à d'autres partis de la gauche française[160]
  - Benoît Frachon°, Président de la CGT, 74 ans.
  - Georges Séguy°, secrétaire général, 40 ans, cheminot
  - André Berteloot, 48 ans, fonctionnaire des Finances
  - René Buhl, 48 ans, inspecteur des Impôts[161]
  - Madeleine Colin°, 62 ans, employée des PTT.
  - Marcel Caille°, 46 ans, ajusteur métallurgiste
  - René Duhamel, 48 ans, cadre aux PTT
  - Germaine Guillé, 61 ans, employée (Alimentation)
  - Henri Krasucki°, 43 ans, ouvrier métallurgiste
  - Livio Mascarello, 48 ans, ouvrier métallurgiste
  - Léon Mauvais°, 65 ans, ouvrier
  - Jean-Louis Moynot, 30 ans, ingénieur dans l'Aéronautique
  - André Merlot°, 47 ans, ouvrier menuisier
  - Jean Schaefer, 55 ans, employé de commerce.
  - Sont élus 2 nouveaux venus : René Buhl et Jean-Louis Moynot, un seul départ est enregistré, celui de Lucien Jayat[162], âgé de 72 ans. Jean-Louis Moynot, est non seulement à l'image des catégories sociales qui émergent en force, les techniciens et ingénieurs, syndiqués dans l'organisation CGT nouvellement créée, l'UGICT-CGT[163] mais il est aussi le nouveau benjamin (30 ans) d'un organisme dont le vieillissement s'était constaté au début des années 1950.

#### L'après-mai 1968
- Le 37e Congrès, se tient du 16 au 21 novembre 1969, à Vitry-sur-Seine. Il réunit 1 152 délégués porteurs des voix de 1 857 642 adhérents. Premier congrès confédéral organisé après mai/juin 1968, mais aussi après le départ du général de Gaulle, sur le plan national, il a lieu aussi après l'écrasement du "Printemps de Prague" par les chars soviétiques (que la CGT a réprouvé), et alors que l'intervention des Américains au Viet Nam s'intensifie. Le Congrès[164] reçoit chaleureusement la cosmonaute Valentina Terechkova, ancienne ouvrière du textile, une délégation des syndicats du Viet Nam, et "ovationne" une jeune porte-parole des Commissions ouvrières d'Espagne. Ce sont les problèmes du monde du travail, et ceux du syndicat, qui sont au centre des travaux. Interventions de Georges Séguy, de Henri Krasucki, de René Buhl, certes, mais aussi intervention marquante du Président de la CGT Benoît Frachon, qui est une sorte de "leçon d'histoire" du syndicalisme adressée aux syndiqués, jeunes ou pas[165] De nouveaux statuts du syndicat sont en débats et la discussion porte sur l'unité syndicale et la démocratie syndicale au sein de la CGT. 99,92 % des voix votent pour ces nouveaux statuts (1 847 967 voix, contre 0, et 1 424 abstentions), dont les nouveautés fortes sont la reconnaissance pour les cadres syndiqués de s'organiser en section de l'UGICT et la création d'un organisme de direction nouveau, élu par le Congrès, la Commission exécutive (CE). C'est au sein de la CE immédiatement élue, et nouvelle instance décisionnelle, que le CCN choisit et élit le Bureau confédéral : 7 membres sur 15 sont connus pour être membre du Parti communiste°[166], et un autre pour être adhérent au PSU°°. Le bureau confédéral compte 15 membres, dont 4 nouveaux. :
  - Benoît Frachon°, président de la CGT, 76 ans;
  - Georges Séguy°, secrétaire général, 42 ans;
  - André Allamy°, 42 ans, employé aux usines Dunlop de Montluçon, secrétaire général de l'UD de l'Allier[167],
  - André Berteloot, 50 ans,
  - René Buhl, 50 ans,
  - Marcel Caille°, 48 ans,
  - Jacqueline Dhervilly-Lambert, 29 ans, inspectrice des Impôts (Fédération des Finances)[168],
  - René Duhamel, 50 ans,
  - Christiane Gilles°, 39 ans, employée de banque (UD des Hauts-de-Seine),
  - Henri Krasucki°, 45 ans, directeur de La Vie ouvrière,
  - Livio Mascarello, 50 ans,
  - Léon Mauvais°, 65 ans,
  - Jean-Louis Moynot, 32 ans,
  - Louis Saillant, 59 ans,
  - Jean Schaefer°°, 57 ans.
  - Les 3 départs du bureau confédéral concernent Madeleine Colin, 64 ans, membre du Bureau confédéral depuis 1955[169] Germaine Guillé, 63 ans, membre du bureau confédéral depuis 1953, et André Merlot, 49 ans. Un retour a lieu, celui de Louis Saillant, qui a quitté en octobre 1969 le secrétariat général de la FSM qu'il détenait depuis 1945. Symboliquement il est placé au troisième rang dans la liste des noms du Bureau confédéral[170]
- Le 38e Congrès, a lieu du 18 au 22 avril 1972, à Nîmes: le bureau confédéral de 15 membres est réélu. La centrale syndicale revendique d'une part 2 300 000 syndiqués[171] Pourtant le résumé des "décisions prises", présenté après le Congrès[172] permet de constater que les 1 591 délégués au Congrès représentaient 1 714 248 voix de syndiqués. Les textes soumis au vote se font à une écrasante majorité. Ainsi le programme d'action est voté par 1 710 753 voix, contre 0, et 2 620 abstentions (676 voix ne prenant part au vote). D'autres chiffres permettent un nouvel « arrêt sur image » des congressistes, et par là de la CGT telle qu'elle se voit :
  - Les délégués élus sont 1 352. S'y ajoutent 229 membres de droit du Congrès (les membres sortants du CCN). Parmi les 1 352 délégués élus, il y a 216 femmes (elles étaient 177 au précédent Congrès), soit 15,6 %.
  - L'âge moyen des congressistes est de 37 ans.
  - Parmi les 1 352 délégués élus, il y a 95 retraités.
  - sur les 1 257 "actifs", les "ouvriers" sont 808, les employés 230, les cadres, techniciens et agents de maîtrise sont 146.
  - Le Congrès compte 15 "travailleurs immigrés.
  - Les délégués âgés de moins de 25 ans sont 164.
  - En octobre 1974, le décès de Louis Saillant ne provoque pas son immédiat remplacement au Bureau confédéral.
- Le 27 juin 1972 les partis de gauche signent un "Programme commun de gouvernement".

### De 1975 à 1995: du Programme commun à la désindustrialisation

#### 1975: la CGT partie prenante du programme commun de la gauche
- Le 39e Congrès, 22-27 juin 1975, se tient au Bourget (Seine-Saint-Denis) : le titre sous lequel est rendu compte de l'allocution de clôture des discussions du Congrès est sans ambiguïté :
  - Gagner par l'action des millions de consciences aux idées du Programme commun.[173]
- La CGT annonce 2 400 000 adhérents. Mais les 1 517 délégués au Congrès représentants de 13 884 syndicats portent les voix de 1 359 510 syndiqués.
  - La moyenne d'âge de ces délégués est de 36 ans.
  - le nombre des déléguées femmes est de 382, celui des délégués âgés de moins de 25 ans est de 232.
  - le rapport d'orientation est voté par 1 353 892 voix, moins 6 808 abstentions.

Dès la fin du Congrès est élu le Bureau confédéral. 3 départs de cette instance sont annoncés, 5 responsables nouveaux sont élus
- les 3 départs du bureau confédéral concernent
  - Benoît Frachon, nommé président d'honneur de la Confédération générale du travail. Il a 82 ans. Il meurt le 4 août 1975. Son enterrement au cimetière du Père-Lachaize, à Paris, rassemble une foule importante. Il était membre du Bureau confédéral de la CGTU depuis 1931. En 1933, le 7e Congrès de cette Confédération le porte au secrétariat de la CGTU. Après 44 ans de présence, presque un demi-siècle, il est la CGT. Son prédécesseur au secrétariat général, Léon Jouhaux avait passé un temps équivalent (45 ans de 1909 à 1954) de direction syndicale (CGT + CGT-FO).
  - Un autre départ du Bureau confédéral touche un pilier, moins connu, du mouvement syndical : Léon Mauvais. Âgé de 73 ans, il a un parcours syndical plus discontinu que Benoît Frachon : élu en 1931 au Bureau confédéral de la CGTU, et au secrétariat de celle-ci en 1933, il n'est pas élu dans les organes dirigeants de la CGT en 1936. Secrétaire à l'Organisation du Parti communiste français, il reprend une place au Bureau confédéral en 1953. Il y siège donc depuis 22 ans quand il quitte cette responsabilité.
  - Jean Schaefer, le troisième partant est âgé de 63 ans. Il était membre du Bureau confédéral depuis 1955, soit 20 ans de présence au « haut niveau ».
- Les 5 nouveaux élus ont une moyenne d'âge de 38 ans et demi. Avec un taux de renouvellement de 33 %, c'est une secousse forte qu'enregistre le Bureau confédéral qui compte 16 militants, et dont la moyenne d'âge est de 45,6 ans. Il y a 3 femmes parmi eux, soit une de plus que dans les bureaux confédéraux antérieurs :
  - Georges Séguy, secrétaire général; 48 ans
  - André Allamy, 48 ans
  - André Berteloot, 56 ans
  - René Buhl, 56 ans, directeur du Peuple, organe « officiel » de la CGT
  - Marcel Caille, 54 ans
  - Jacqueline Dhervilly-Lambert, 35 ans
  - René Duhamel, 56 ans
  - Johannès Galland, 41 ans, nouvel élu, inspecteur des PTT, secrétaire de l'UD de la Seine-Saint-Denis.
  - Christiane Gilles, 45 ans (directrice du mensuel Antoinette, à destination des femmes)
  - Henri Krasucki, 51 ans (directeur de l'hebdomadaire La Vie ouvrière)
  - Jean-Claude Laroze, 34 ans, nouvel élu, contremaître à EDF, de l'UD de Saône-et-Loire[175]
  - René Lomet, 42 ans, nouvel élu, contrôleur aux PTT, de l'UD du Rhône, ancien secrétaire des jeunes CGT
  - Jeanine Marest, 34 ans, nouvelle élue, chimiste dans la métallurgie, de l'Union de la métallurgie du Rhône
  - Livio Mascarello, 56 ans
  - Jean-Louis Moynot, 38 ans,
  - Michel Warcholak, 42 ans, nouvel élu, chaudronnier, secrétaire de la fédération des travailleurs de l'État, ancien secrétaire du syndicat du Centre d'études de Saclay (Essonne)

#### 1978, l'euphorie unitaire du40eCongrès
- Le 40e Congrès est réuni du 26 novembre au 1er décembre 1978, à Grenoble. 1 534 délégués, participent à ces assises. Ils représentent 14 576 syndicats, et 1 340 275 syndiqués[176].
  - L'image rendue par le Congrès donne à voir des tendances contrastées. La féminisation, 325 femmes soit 22 % des délégués, est moindre qu'au précédent congrès où les déléguées représentaient 25 % du total[177]. L'âge moyen du congrès est de 35 ans (32 ans pour les femmes), soit de 1 an plus jeune que le précédent congrès. 1 207 de ces délégués participent pour la première fois à un congrès confédéral. Cela confirme la jeunesse de celui-ci et probablement sa spontanéité. 44 délégués sont des travailleurs « immigrés » (2,8 %).
  - Les votes du congrès, rendent un unanimisme certain. Bien supérieur au congrès de 1959 par exemple. Le rapport d'activité est ratifié par 1 296 944 voix, contre 10 372, et 29 205 abstentions. Mais cet unanimisme est moindre qu'au précédent congrès… Et le résultat détaillé par candidats des votes pour la CE (Commission exécutive)[178] fait apparaître que des candidats, bien qu'élus, réunissent moins de suffrages que la plupart des élus. Parmi eux, figurent deux membres du Bureau confédéral : René Buhl, Jacqueline Lambert, 1 318 253 voix, (au lieu de 1 334 582 voix)
  - Quant au Bureau confédéral élu par la CE à l'issue des débats, le vote de celle-ci entérine des changements qui ont eu lieu depuis 1975. Ernest Deiss était entré au bureau confédéral en décembre 1977, Pierre Gensous, avait été élu en juin 1978. Le seul réel entrant est un jeune ingénieur, Gérard Gaumé. Le bureau confédéral élu est ainsi composé de 16 personnes. Bien que non dite, la parité entre membres du PCF et non-communistes[179] est respectée :
  - Georges Séguy, 52 ans, secrétaire général
  - André Allamy, 51 ans
  - René Buhl, 59 ans
  - Ernest Deiss, 44 ans, inspecteur des impôts, présenté par l'UD de la Moselle[180].
  - Johannès Galland, 44 ans
  - Gérard Gaumé, 34 ans, ingénieur informaticien (présenté par la fédération des Métaux)
  - Pierre Gensous, 53 ans, ouvrier métallurgiste, ancien secrétaire de la FSM
  - Christiane Gilles, 48 ans
  - Henri Krasucki, 54 ans
  - Jean-Claude Laroze, 37 ans
  - Jacqueline Lambert, 38 ans
  - René Lomet, 45 ans
  - Jeanine Marest, 37 ans
  - Livio Mascarello, 59 ans
  - Jean-Louis Moynot, 41 ans
  - Michel Warcholak, 45 ans
  - Les 3 départs du Bureau confédéral concernent: André Berteloot, âgé de 59 ans, 19 ans de présence à la direction confédérale; Marcel Caille, 57 ans, membre du bureau confédéral depuis 1955, soit 23 ans d'ancienneté; René Duhamel, 59 ans, 15 ans d'ancienneté. L'âge moyen du Bureau confédéral est de 46 ans.

#### 1979-1982: crises à la CGT
- En décembre 1979 les troupes soviétiques interviennent en Afghanistan. Face à cette intervention militaire, approuvée par une des deux forces politiques de la gauche française, le Parti communiste, dénoncée par le Parti socialiste, de vifs débats[181] animent la centrale syndicale, et ses organismes de direction, dont le bureau confédéral, qui se divise sur l'attitude que doit adopter la CGT.
- Les 7 et 8 janvier 1980, lors d'une réunion de la Commission Exécutive un texte de résolution est proposé à cette instance, où siègent tous les membres du Bureau confédéral. Ce texte évite toute condamnation de l'intervention soviétique. Lors du vote, pour son adoption, huit des seize membres du Bureau s'abstiennent: Jacqueline Lambert, René Buhl, Gérard Gaumé, Jean-Claude Laroze, Livio Mascarello, Ernest Deiss, tous les six non communistes, Christiane Gilles et Jean-Louis Moynot, étant membres du PCF mais contestataires de la "ligne officielle" de leur Parti. C'était un événement inédit à la CGT.
- En décembre 1980, deux démissions du bureau confédéral interviennent: René Buhl et Jacqueline Lambert, tous deux signataires d'une pétition nationale "Union dans les luttes", en une période ou PCF et PS polémiquent sur fond de divisions politiques, refusent que la CGT s'aligne sur une seule des composantes de la gauche Le CCN élit un nouveau membre au Bureau confédéral : Alphonse Veronèse.
- En octobre 1981 deux nouvelles démissions affectent le Bureau confédéral : de Christiane Gilles, et de Jean-Louis Moynot. Tous deux contestent l'alignement de la CGT sur celle des dirigeants du Parti communiste français[182].
- En janvier 1982, pour remplacer les démissionnaires le Comité confédéral national (CCN) procède à la nomination de trois nouveaux membres au Bureau confédéral: Jacqueline Léonard, Gérard Alezard, et Bernard Lacombe. Celui-ci est prêtre-ouvrier et sans doute le premier à accéder à une responsabilité nationale au sein de la Cgt, voire au sein du mouvement syndical français[183].
- Le 41e Congrès, se réunit du 13 au 18 juin 1982, à Lille: le premier ministre socialiste Pierre Mauroy, accueille les congressistes à l'Hôtel de ville de la cité dont il est maire. (Voir l'article consacré à ce congrès) Le Bureau confédéral élu est le suivant[184] :
  - Henri Krasucki, 58 ans, secrétaire général;
  - Gérard Alezard, 46 ans,
  - Lydia Brovelli, 33 ans,
  - Ernest Deiss, 48 ans
  - André Deluchat, 38 ans,
  - Johannès Galland, 48 ans
  - Gérard Gaumé, 38 ans
  - Pierre Gensous, 57 ans
  - Bernard Lacombe, 47 ans[185]
  - Jean-Claude Laroze, 41 ans
  - René Lomet, 49 ans
  - Jacqueline Léonard, 37 ans
  - Jeanine Marest, 41 ans
  - Alain Obadia, 33 ans
  - Thérèse Poupon, 43 ans
  - Alphonse Veronèse, 40 ans
  - Louis Viannet, 49 ans
  - Michel Warcholak, 49 ans
  - Fort de 18 membres, jamais le bureau confédéral n'a été aussi nombreux. Les 3 sortants sont Georges Séguy, 56 ans, qui part officiellement pour prendre sa retraite professionnelle de cheminot, André Allamy, 55 ans, et Livio Mascarello, 63 ans. Du bureau confédéral élu quatre ans plus tôt, à Grenoble ne subsistent que 8 membres. L'âge moyen en est de 44 ans.
  - 4 femmes font partie de la Direction confédérale, elles constituent 22 % de celle-ci, chiffres les plus élevés depuis la création de la CGT. Dans le même temps la CE (Commission exécutive) de le CGT est elle aussi renouvelée (59 nouveaux membres sur un total de 131) et féminisée : elle compte 36 femmes, soit près de 28 % de cette instance)

### Depuis 1985
En février 2021 Virginie Gensel-Imbrecht, directrice de La Nouvelle Vie ouvrière, démissionne du Bureau confédéral.

### Ce que disent les chiffres: 28 ans de congrès CGT
- Les syndiqués - les mandats aux congrès - les votes du rapport d'activité[187] :

| Années-Congrès / les chiffres | 1992 Montreuil | 1995 Montreuil | 1999 Strasbourg | 2003 Montpellier | 2006 Lille | 2009 Nantes | 2013 Toulouse | 2016 Marseille | 2019 Dijon |
| adhérents                     | 630 000        | 641 200        | 654 000         | 685 200          | 709 000    | 654 500     | 682 800       | 676 600        | 664 300    |
| mandats                       | 478 622        |                | 466 320         |                  | 448 662    | 520 221     | 571 067       | 587 249        | 603 948    |
| votants                       | 470 040        | 420 724        | 459 911         |                  | 445 064    | 516 496     | 568 050       | 583 943        | 598 427    |
| exprimés                      | 462 218        | 406 928        | 432 463         |                  | 416 857    | 476 038     | 531 628       | 501 707        | 506 630    |
| Pour                          | 458 695        | 402 509        | 418 634         |                  | 341 662    | 368 414     | 462 486       | 344 443        | 359 492    |
| % d'approbation               | 95,8 %         | 95,7 %         | 89,8 %          | 74,6 %           | 76,2 %     | 70,8 %      | 80,8 %        | 59,0 %         | 59,5 %     |

## Une problématique: Bureau confédéral et mandat politique
Des origines à nos jours, la relation entre syndicalisme et politique, qui dépasse la seule Confédération générale du travail, est source à controverses, pour les acteurs, difficilement dédoublables, comme pour les observateurs, historiens ou politologues.
Le point de départ -… La Charte d'Amiens avait semblé résoudre le problème. Mais la plupart des dirigeants de la CGT d'avant 1914 partageaient, souvent difficilement, deux casquettes, l'une syndicale, l'autre politique. Georges Yvetot, Émile Pouget étaient-ils syndicalistes, anarchistes ? Le terme anarcho-syndicalisme n'est-il pas ambivalent ? Louis Niel appartenait au Parti socialiste unifié quand il est élu secrétaire de la Confédération en 1909. Victor Griffuelhes, lui-même, promoteur de la Charte d'Amiens, est au moins jusqu'en 1901, militant d'un petit parti politique, l'Alliance communiste révolutionnaire. Nonobstant, aucun d'eux n'avait de responsabilité politique.
La Bolchévisation -… Les choses se compliquent en 1921-1922, lors de la scission CGT/CGTU. L'adhésion de la jeune centrale syndicale à l'Internationale syndicale rouge (ISR), mise sur pied à Moscou, est comprise comme un alignement sur les bolchéviks russes et la quasi mise sous tutelle du syndicalisme par le politique. Dans une sorte d'« échelle de Richter » de la transformation sociale, le bolchévisme russe et soviétique, minorise le syndicalisme, qui, de son côté, dans la version syndicaliste révolutionnaire française dévaluait le politique. Le heurt entre ces conceptions, occupe la vie interne de la CGTU, et l'affaiblit. En 1935-1936, les unitaires doivent faire machine arrière, et leurs dirigeants acceptent les conditions posées par Léon Jouhaux. (Voir en première partie)
21 mars 1936, la lettre de Frachon et Racamond -… Ayant accepté, pour l'unité syndicale, le non-cumul des responsabilités, les deux leaders unitaires adressent au "camarade Thorez, secrétaire général du Parti communiste" leur démission du Bureau politique où ils précisent : Nous n'avons pas manqué au cours des discussions, de déclarer que cette conception nous apparaissait constituer une mauvaise interprétation de l'indépendance du syndicalisme que nous voulons défendre. Le Congrès s'étant néanmoins prononcé, il nous appartient d'appliquer ses décisions.
L'aboutissement-… Le jeudi 19 décembre 1996, lors de la quatrième séance du XXIXe congrès du Parti communiste, les voûtes de la Grande Arche de la Défense renvoient les échos des intervenants dans la discussion générale C'est l'après-midi; déjà dix intervenants ont accompagné la digestion des congressistes; c'est au tour du onzième orateur d'ajuster son micro. Il a soixante-trois ans, massif et grisonnant il porte lunettes pour lire ses feuillets qu'en orateur habitué il quitte fréquemment des yeux pour s'adresser à la salle, rendue attentive; il intervient en tant que délégué de la fédération de Paris du PCF. Il se nomme Louis Viannet. Communiste, il l'est depuis 1953. En 1976 il accède au Comité central. Six années encore il entre au Bureau politique. Mais les congressistes écoutent-ils ce personnage ? Pas sûr. Car l'homme est un syndicaliste chevronné. Cégétiste depuis les grèves de l'été 1953, à l'âge de vingt ans, dirigeant national de la Fédération nationale des travailleurs des PTT depuis la fin des années 1960, élu membre de la Commission exécutive de la CGT en 1972, directeur de La Vie ouvrière, il est élu au Bureau confédéral en 1982. Depuis 1992, il est secrétaire général de la CGT. "Pèse"-t-il les quelques dizaines de militants communistes parisiens ou les quelque 700 000 adhérents de la première Confédération syndicale française ? La première partie de son intervention est une classique broderie politique. Puis le dirigeant de la CGT parle :
Activité indépendante et autonome du syndicalisme - Les deux derniers congrès de la CGT ont amené à préciser les conceptions d'une action syndicale indépendante, qui n'a rien à voir avec une quelconque neutralité. Pourtant certaines pratiques (…) font planer le doute sur cette question sensible de l'indépendance syndicale et des rapports syndicat/parti. Pour acter de façon plus nette la nécessaire différenciation entre ce qui relève des responsabilités syndicales et ce qui relève des responsabilités politiques, d'un commun accord avec Robert Hue (alors dirigeant du PCF) nous avons décidé de ne pas reconduire ma présence au Bureau politique (Bureau national) du Parti.
Ainsi se trouve être clos un des débats les plus constants qui entouraient chaque nomination au Bureau confédéral de la CGT ?

## Chronologie

### 1934: la première rencontreCGT-CGTUvers l'unité
- 9 octobre 1934 : "En avant pour l'unité syndicale !"[194],[195] La réunion des deux délégations confédérales a lieu au siège de la première nommée. La composition des délégations a été organisée par les instances délibératives des deux centrales syndicales, leur Comité confédéral national (CCN). Alors que la CGTU délègue son secrétariat, la CGT n'envoie qu'un membre du Bureau confédéral. Mais les dix autres délégués sont les responsables des principales fédérations de la CGT.
Pour la CGT[196] la délégation comprend : Francis Million, du secrétariat confédéral, Charles Laurent, 55 ans (fédérations des fonctionnaires), André Delmas (Syndicat national des instituteurs), Pierre Vigne, 50 ans (fédération des mines), Albert Perrot fédération postale, Henri Cordier, 52 ans (fédération du Bâtiment), Charles Biot, 44 ans (fédération de l'Éclairage), Eugène Coudun, 55 ans (fédération des chemins de fer), Paul Lefèvre, 37 an (fédération des services publics), François Chevalme, 54 ans (fédération des métaux) et Ernest Michaud, 50 ans (fédération des Services publics). 
 Pour la CGTU : Julien Racamond, 49 ans, du bureau confédéral, Gaston Monmousseau, 51 ans, du bureau confédéral, Benoît Frachon, 41 ans, du bureau confédéral, Léon Mauvais, 32 ans (fédération de l'Éclairage), Pierre Semard, 49 ans (fédération des chemins de fer), René Arrachard, 29 ans (fédération du Bâtiment), Claude Richeta, 54 ans (fédération du textile), Henri Gourdeaux, 53 ans (fédération des PTT).

### Juillet 1935: l'accord d'unité syndicale
- 24 juillet 1935 : après des mois de négociations, et des changements notables dans les délégations, l'accord pour entamer le processus de réunification est signé entre la CGT et la CGTU[197] Les signataires sont :
  - Pour la CGT, Raoul Lenoir, 63 ans, secrétaire confédéral[198], René Bard, de la Fédération du sous-sol, Charles Laurent de la Fédération des fonctionnaires, Albert Perrot, et Henri Cordier, tous trois présents depuis le début.
  - Pour la CGTU : Benoît Frachon, Ambroise Croizat, 33 ans (métallurgie), Marcel Brout, 48 ans (fédération du Bâtiment][199], Henri Raynaud, 45 ans (fédération des PTT), Raymond Sémat (fédération des Métaux), Andre Parsal, 35 ans, Marcel Paul, 35 ans (fédération de l'Éclairage).

### 1936: la délégation CGT signataire desaccords Matignon
- 8 juin 1936 : sous la présidence du président du conseil, Léon Blum, sont signés les accords de Matignon[200], temps fort du mouvement ouvrier, lors du Front populaire. Quatre représentants du CGPF (Confédération générale de la production française), pour le Patronat, et six délégués de la CGT, pour les salariés (dont trois n'appartiennent pas au Bureau confédéral) paraphent le document. Voici, dans l'ordre le nom des représentants de la CGT : Léon Jouhaux, René Belin, Benoît Frachon, Raymond Sémat, Henri Cordier, secrétaire de la fédération du bâtiment, Pierre Milan. Quatre sont d'anciens confédérés. Deux seulement sont d'anciens unitaires, issus de la CGTU : Frachon et Sémat, de la Fédération de la Métallurgie.

### 15 novembre 1940: Manifeste pour l"avenir du syndicalisme français"
Connu aussi sous l'appellation de Manifeste des douze, publié six jours après la Charte du Travail, le manifeste est signé par neuf syndicalistes "ex-CGT", et trois syndicalistes chrétiens, "ex-CFTC".
- les neuf de la CGT sont : Oreste Capocci (secrétaire général de la fédération des employés), Léon Chevalme (secrétaire de la fédération des métaux), Albert Gazier (syndicat des employés de la Région parisienne), Ernest Jaccoud (secrétaire de la fédération des transports), Robert Lacoste (secrétaire de la fédération des fonctionnaires), Pierre Neumeyer, Christian Pineau (Section fédérale des banques et de la bourse), Louis Saillant (secrétaire de la fédération du Bois), et Victor Vandeputte (secrétaire général de la fédération du Textile).
- Les trois CFTC sont : Maurice Bouladoux (secrétaire général adjoint), Jules Zirnheld (président), Gaston Tessier (secrétaire général). Voir Manifeste des Douze.

### 1944-1946: laCommission nationale de reconstitution des organisations syndicales de travailleurs
Une ordonnance datée du 27 juillet 1944, à Alger, abolit la Charte du travail et institue en vue de la reconstitution des organisations syndicales une commission chargée de valider ou non, les noms des responsables nationaux passibles de sanctions pour leur participation aux organismes de collaboration institués par la Charte du travail. C'est le ministre du Travail du premier Gouvernement de Gaulle, Alexandre Parodi qui nomme, par une ordonnance complémentaire le 26 septembre 1944 les membres de cette commission, nommée souvent « commission d'épuration » ou « commission Jayat », du nom de son second président. Elle comprend cinq représentants de la CGT, et deux représentants de la CFTC. La répartition des cégétistes selon les anciennes tendances, se fait selon la proportion retenue par les accords du Perreux : 3 ex-confédérés, 2 ex-unitaires.
- Président : Oreste Capocci, secrétaire de la Fédération des CGT des Employés, membre de la CA de la CGT, ex-confédéré.
- vice-président : Robert Girard, membre de la Direction confédérale de la CFTC, issu de fédération des Services de santé de cette centrale syndicale.
- secrétaire : Raymond Sémat, dirigeant de la fédération des métaux CGT, ex-unitaire.
- membres : Lucien Jayat, de la fédération CGT des Services publics, membre de la CA de la CGT, ex-confédéré. Gérard Ouradou, dirigeant de la fédération CGT des Cheminots, ex-confédéré. Fernand Maurice, secrétaire général de la fédération CGT des "Cuirs et peaux", ex-unitaire. Camille Bilger, ancien ouvrier du textile, fondateur en 1919 de la CFTC, député "Démocrate populaire" du Haut-Rhin de 1919 à 1936.

Oreste Capocci démissionne « très tôt » de la Commission et de sa présidence. Lucien Jayat lui succède. Un ancien confédéré est alors nommé membre de la commission, du nom de " Leclerc".

### 1944-1945: les délégués de laCGTà l'Assemblée consultative provisoire
Du 7 novembre 1944 au 3 août 1945, L'Assemblée consultative provisoire siège à Paris, en attendant l'élection d'une Assemblée constituante. Cette Assemblée est composée de délégués, non élus mais désignés par les mouvements de Résistance, les partis politiques reconnus, les organisations syndicales. C'est la seule période de l'histoire de France où les syndicats participent à une assemblée « parlementaire ». La CGT a droit à 12 sièges, la CFTC délègue quatre membres, la Confédération générale des paysans travailleurs délègue deux représentants. D'autres syndiqués CGT siégent dans cette Assemblée mais ils sont désignés par des organisations et mouvements de la Résistance. Parmi eux, il y a Benoît Frachon et Louis Saillant pour le CNR, André Tollet pour le Front national, Roger Deniau, Charles Laurent, Pierre Neumeyer pour le mouvement Libération-Nord, Gaston Monmousseau en tant que député communiste de la Chambre de 1936, Pierre Le Brun délégué de l'Union des cadres industriels français. Pour ce qui est de la délégation de la CGT ses délégués sont :
- Albert Bouzanquet (Tunisie), Georges Buisson (secrétaire de la Cgt), Marie Couette (Union des syndicats de la Région parisienne), Ambroise Croizat (secrétaire général de la Fédération des Métaux), Marc Dupuy (Fédération des Cheminots), Pierre Fayet (secrétaire général de l'Union Départementale d'Alger), Julien Forgues (secrétaire général de l'Union Départementale de la Haute-Garonne), Albert Gazier (secrétaire de la Cgt), Henri Martel (secrétaire de la Fédération des Mineurs), Gérard Ouradou (secrétaire de la fédération des Cheminots), René Peeters (secrétaire général de l'Union départementale de la Meurthe-et-Moselle), Raymond Perrier (secrétaire départemental de l'UD du Puy-de-Dôme)[208].

À ces 12 délégués, s'adjoignent en juillet 1945, en application de l'ordonnance du 22 juin 1945 (désignation d'anciens prisonniers et déportés) 2 délégués supplémentaires, au titre de représentants de la Résistance syndicale CGT : Martha Desrumeaux (UD du Nord), déportée à Ravensbrück, et Gabriel Goudy (UD de la Loire-Inférieure), déporté à Dachau.

### 10 janvier 1966: l'accord d'unité d'action CGT-CFDT
Après plusieurs mois de négociation, et pour la première fois dans l'histoire du mouvement syndical français, un accord visant à l'unité d'action entre deux organisations syndicales françaises est signé,, le 10 janvier 1966. Par souci d'efficacité face au patronat et face au gouvernement les deux centrales syndicales, qui ambitionnaient (en vain) le ralliement de FO et de la FEN, établissent une plate forme revendicative portant sur :
- le pouvoir d'achat et les conditions de travail
- la défense des droits syndicaux dans les entreprises,
- la réduction des dépenses improductives, la garantie à l'emploi, une refonte de la fiscalité.

Pour la CGT les signataires de l'accord sont quatre membres du Bureau confédéral :
- Georges Séguy, 39 ans (fédération des cheminots), André Berteloot, 47 ans (fédération des finances, président de l'UGICT-CGT), René Duhamel, 47 ans (fédération des PTT), et Léon Mauvais, 64 ans (fédération de l'Énergie).

Pour la CFDT, les cinq signataires sont issus du Bureau national de cette confédération :
- Eugène Descamps, 44 ans, issu de la Métallurgie du Nord, René Bonety, 46 ans, également originaire de la métallurgie nordiste, René Mathevet, 52 ans, de l'Union départementale (CFDT) de la Loire, Pierre Jeanne, 46 ans, de la Métallurgie de Seine-Maritime, et Raymond Martin, 33 ans, dirigeant de la fédération des chemins de fer.

Cette unité d'action de la base au sommet a un effet immédiat. Des journées d'action interprofessionnelles rassemblent d'importantes cohortes de grévistes et de manifestants.
Selon les statistiques "officielles" du Ministère du Travail (qui ne prennent pas en compte le vaste secteur de la Fonction publique), le nombre de "journées individuelles de grève perdues" qui en 1965 étaient de 979 861, passe en 1966 à 2 523 488, puis en 1967 à 4 208 509. La flambée de Mai 1968, versus grèves, prenait sur des braises ardentes.

### 1968: les négociateurs CGT duconstat de Grenelle
- Le 27 mai 1968, le gouvernement représenté par le Premier ministre Georges Pompidou, le ministre des Affaires sociales Jean-Marcel Jeanneney, et un jeune secrétaire d'État à l'Économie et aux Finances Jacques Chirac, conclut les négociations tripartites avec les représentants du Patronat et les responsables des centrales syndicales, CGT, CFDT, FO, CGC, CFTC et la FEN, par un procès-verbal, que la CCT appelle constat de Grenelle et que le gouvernement nomme accords de Grenelle.
- Six négociateurs, tous issus du Bureau confédéral, siègent pour la CGT[214].

Trois appartiennent au PCF : Benoît Frachon, 75 ans, Georges Séguy, 41 ans, Henri Krasucki, 44 ans.
Trois autres n'en sont pas membres, à l'époque : André Berteloot, 49 ans, René Buhl, 49 ans, et Jean-Louis Moynot, 31 ans.

### Sources et bibliographie
Cette bibliographie recense trop d'ouvrages (avril 2023). Les ouvrages doivent être de « référence » dans le domaine du sujet de l'article. Il peut être souhaitable de les insérer dans une référence et de les enlever de la section « bibliographie ». Il peut être également utile de créer un article bibliographique spécifique.

#### Histoire de la CGT (origine syndicale)

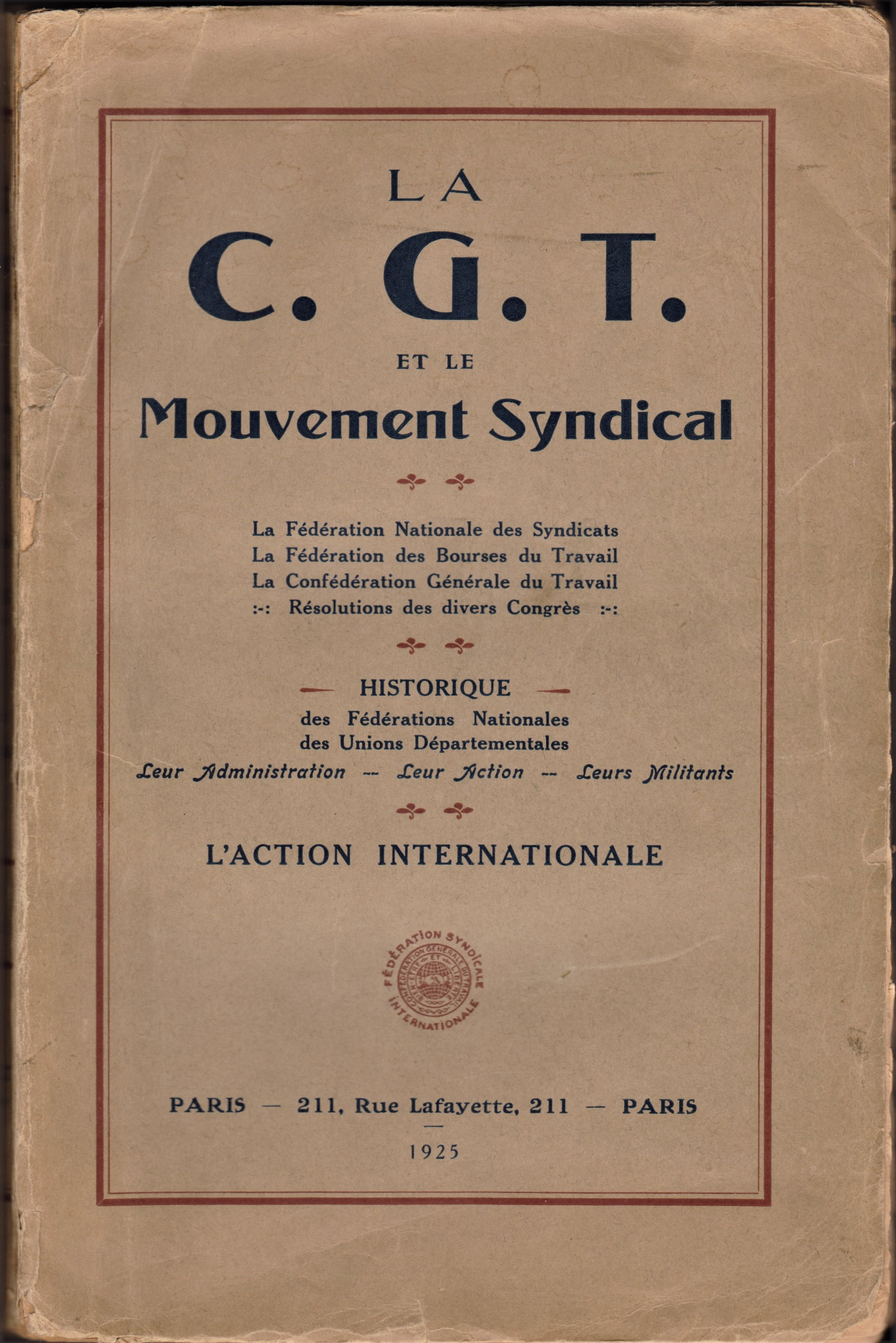
La CGT et le mouvement syndical, 1925

- La CGT et le Mouvement syndical, Éditions de la CGT, Paris, 1925, p. 700, préface de Léon Jouhaux.
- Jean Bruhat & Marc Piolot : Esquisse d'une histoire de la CGT, Centre confédéral d'éducation ouvrière, CGT, 1966.
- Georges Vidalenc : La classe ouvrière et le syndicalisme en France de 1789 à 1965, Confédération Force ouvrière, Paris, 1969.
- CGT Approches historiques. Institut CGT d'Histoire sociale, Montreuil, 1988. Sous la direction de Maurice Moissonnier et Georges Pruvost.
- CGT 1895-1995, le premier siècle, Institut Cgt d'Histoire sociale, VO Éditions, 1995. 262 p.
- Histoire de la CGT, Éditions de l'Atelier-Institut CGT d'histoire sociale, Ivry-sur-Seine, 2015. 188 p.  (ISBN 978-2-7082-4471-9)
- Le Peuple à la Une, Édition le Peuple, Montreuil, 1995, pour les 75 ans du journal, qui est l’organe officiel de la CGT. 140 p.
- Le mouvement syndical dans la Résistance, préfacé par Henri Krasucki, introduction de André Tollet, éditions de la Courtille & association pour la création d'un Musée de la Résistance, Ivry-sur-Seine, Paris, 1975.
- L'hiver de la colère, novembre-décembre 1995, VO éditions, 1996.
- Denis Cohen, Valère Staraselski : 1909-2009 Un siècle de Vie ouvrière, (préface de Bernard Thibault) le cherche midi, Paris, 2009  (ISBN 978-2-7491-1003-5)
- La Vie Ouvrière (ou NVO, la Nouvelle Vie Ouvrière) et le Peuple, hebdomadaire et bimensuel publiés par la CGT, numéros d'après congrès.
- Les cahiers de l'Institut CGT d'histoire sociale, revue trimestrielle, parution depuis 1982.
- Les comptes-rendus des Congrès de la CGT, période 1895-1938, sont accessibles par le site de l'Institut CGT d'histoire sociale.
- Les comptes-rendus des congrès, de 1946 à nos jours, ne sont consultables (dans leur intégralité) que dans leur version « papier », éditées par Le Peuple. La Vie ouvrière, devenue la NVO, en donne les grandes lignes, lors de chaque congrès.

#### Histoire sociale et syndicale (origine universitaire)
- Gérard Adam : Histoire des grèves, Bordas, Paris, 1981  (ISBN 2-04-011481-5)
- Dominique Andolfatto, Dominique Labbé : La CGT. Organisation et audience depuis 1945. Éditions La Découverte, Paris, 1997  (ISBN 2-7071-2772-8)
- Marius Bertou, Jean-Michel Leterrier : L'aventure culturelle de la CGT, VO éditions - Le Temps des Cerises, Pantin, 1996.  (ISBN 2-90-2323-63-8)
- Robert Brécy : Le Mouvement syndical en France, 1871-1921. Mouton éditeur, 1963.
- Pierre Cours-Salies & René Mouriaux (coordination) : L'unité syndicale en France, 1895-1995, impasses et chemins. Éditions Syllepse, Paris, 1996.
- Marc Descottes & Jean-Louis Robert : Clefs pour une histoire du syndicalisme cadre, éditions ouvrières, Paris, 1984  (ISBN 2-7082-2386-0)
- Édouard Dolléans : Histoire du mouvement ouvrier français, 3 volumes, Lie Armand Colin, 1953.
- Maurice Dommanget : Histoire du Premier mai, réédition en 2006, aux éditions Le mot et le reste  (ISBN 2-915378-23-1)
- Maurice Dommanget : Histoire du drapeau rouge, également réédité par les éditions Les mots et le reste, 2006,  (ISBN 2-915378-33-9)
- Michel Dreyfus : Histoire de la CGT, Éditions Complexe, 1995  (ISBN 2-87027-574-9)
- Guy Groux, René Mouriaux : La CGT. Crises et alternatives. Éditions Economica, Paris, 1992  (ISBN 2-7178-2192-9)
- Claude Harmel : La CGT, PUF, coll. « Que sais-je ? », 1982.
- Annie Kriegel : Les Internationales ouvrières, PUF, coll. « Que sais-je ? », 1964
- Georges Lefranc : Le Mouvement syndical sous la Troisième République. Payot, Paris, 1967.
- Georges Lefranc : Le syndicalisme en France. PUF, coll. « Que sais-je ? », 1966.
- Georges Lefranc : Grèves d'hier et d'aujourd'hui, Aubier, Paris, 1970
- René Mouriaux : La CGT, Éditions du Seuil, coll. « Points-Politique », Paris, 1982  (ISBN 2-02-006220-8)
- André Nataf (direction) : Dictionnaire du mouvement ouvrier, éditions universitaires, Paris, 1970.
- Jean Maitron (sous la direction de) : Dictionnaire biographique du mouvement ouvrier français, Éditions de l'Atelier. Volumes des périodes 1871-1914, et 1914-1939. Voir aussi le CD-rom publié par l'éditeur.
- Claude Pennetier (sous la direction de) : Dictionnaire biographique, mouvement ouvrier, mouvement social, Éditions de l'Atelier. Volumes concernant la période 1940-1968.
- Madeleine Rebérioux : Parcours engagés dans la France contemporaine, Belin, Paris, 1999.  (ISBN 2-7011-2148-5). Recueil d'articles publiés dans diverses revues, par l'historienne entre 1961 et 1998
- Miguel Rodriguez, Le 1er Mai, collection Archives, Gallimard-Julliard, Paris, 1990
- Alain Rustenholz : Les grandes luttes de la France ouvrière, Les beaux jours, 2008  (ISBN 978-2-35179-028-1)
- Alain Rustenholz : Paris ouvrier, des sublimes aux camarades, Parigramme, 2003  (ISBN 2-84096-345-0)
- Stéphane Sirot: La grève en France, une histoire sociale (XIXe – XXe siècle), Odile Jacob, Paris, 2002  (ISBN 2-7381-1172-6)
- Danielle Tartakowsky & Joël Biard : La Grange aux belles, Maison des syndicats 1906-1989, Creaphis éditions, 2012.  (ISBN 978-2-35428-059-8)
- Claude Willard (direction) : La France ouvrière, 3 volumes, éditions sociales, éditions de l'Atelier, t. 1, 1993  (ISBN 2-209-06795-2), t. 2, 1995  (ISBN 2-7082-3164-2), t. 3, 1995  (ISBN 2-7082-3174-X)
- Les Cahiers d'histoire. Revue d'histoire critique de l'Institut de recherches marxistes (puis Espaces Marx) ont publié plusieurs numéros thématiques sur la CGT.
  - Numéro 15 - 1983 : Syndicats et syndicalismes, articles de Annie Lacroix-Riz (Confédérés et unitaires, 1934-1946) Maurice Moissonnier, René Mouriaux)
  - Numéro 41 - 1990 : La CGT et la culture.
  - Numéro 61 - 1995 : Centenaire de la CGT (1), articles de Jacques Girault, Michel Dreyfus, Michelle Perrot) et un article de Stéphane Sirot sur le syndicaliste du Bâtiment Raymond Péricat, syndicaliste-révolutionnaire de premier plan jusqu'en 1920.
  - Numéro 62 - 1996 : Centenaire de la CGT (2). articles de René Mouriaux (CGT et taylorisme), Michel Pigenet (Le métier ou l'industrie, enjeu de l'organisation syndicale de 1900 à 1910)

#### Études par période
- des débuts à 1922 :
  - Les cahiers d'histoire sociale (avec étude et notes de Claude Harmel) : Naissance de la CGT le congrès de Limoges 23-28 septembre 1895, N° hors série, Albin Michel, 1995  (ISBN 2-226-07855-X)
  - Institut CGT d'histoire sociale, avec Jean Maitron, Maurice Moissonnier, René Mouriaux, Jean-Paul Scot, etc. : 1906 le congrès de la Charte d'Amiens, collection "les congrès de la CGT", Montreuil, 1983  (ISBN 2-904728-00-7)
  - Alain Boscus : Jean Jaurès, la Cgt, le syndicalisme révolutionnaire et la question sociale, Institut régional Cgt d'histoire sociale Midi-Pyrénées, Toulouse, 2008  (ISBN 978-2-9532589-0-5)
  - Robert Brécy : La grève générale en France, préfacé par Jean Maitron, EDI Paris, 1969.
  - Miguel Chueca (textes rassemblés par): Déposséder les possédants. La grève générale aux "temps héroïques" du syndicalisme révolutionnaire (1895-1906), Agone, Marseille, 2008  (ISBN 978-2-7489-0094-1)
  - Guillaume Davranche : Trop jeune pour mourir. Ouvriers et révolutionnaires face à la guerre (1909-1914), L'Insomniaque-Libertalia, Paris-Montreuil, 2014  (ISBN 978-2-918059-54-7)
  - Henri Dubief : Le syndicalisme révolutionnaire, Armand Colin, 1969.
  - Christian Gras : Alfred Rosmer et le mouvement révolutionnaire international, éditions François Maspero, Paris, 1971
  - Madeleine Guilbert : les femmes et l'organisation syndicale avant 1914, Centre national de la recherche scientifique, 1966.
  - Jean-Pierre Hiriou : Parti socialiste ou CGT ?(1905-1914), éditions Acratie, Pantin, 1995  (ISBN 2-909899-02-0)
  - Jacques Julliard : Clemenceau briseur de grèves, l'affaire de Draveil-Villeneuve-Saint-Georges (1908), collection Archives, Julliard, 1965.
  - Jacques Julliard : Autonomie ouvrière. Études sur le syndicalisme d'action directe, collection Hautes études, Gallimard-Le Seuil, 1988  (ISBN 2-02-010105-X)
  - Annie Kriegel, Jean-Jacques Becker : 1914 la guerre et le mouvement ouvrier français, collection Kiosque, Armand Colin.
  - Annie Kriegel : La croissance de la CGT 1918-1921, éditions Mouton, 1966.
  - Jean Maitron : Le mouvement anarchiste en France, deux volumes, François Maspero éditeur, 1983 (réédition). Volume 1, Des origines à 1914  (ISBN 2-7071-1373-5)
  - Jean Maitron & Colette Chambelland : Syndicalisme révolutionnaire et communisme, les archives de Pierre Monatte, éditions Maspero, collection Bibliothèque socialiste, 1968.
  - Louis Mercier-Vega, Victor Griffuelhes : Anarcho-syndicalisme et syndicalisme révolutionnaire, éditions Spartacus-René Lefeuvre, Paris, 1978.
  - Michel Pigenet : Les finances de la CGT (1895-1914), article p. 63-88, dans Le Mouvement social, No 172, juillet-septembre 1995
  - Madeleine Rebérioux (direction) : Jaurès et la classe ouvrière, éditions ouvrières-Le Mouvement social, Paris, 1981.
  - Jean-Louis Robert : La scission syndicale de 1921, publications de la Sorbonne, 1980  (ISBN 2-85944-021-6)
  - Jean-Baptiste Séverac : Le mouvement syndical, volume de l’Encyclopédie socialiste, syndicale & coopérative, dirigée par A. Compère-Morel, éditions Aristide Quillet, Paris, 1913
  - Raoul Vilette (présentation de textes) : La Guerre Sociale, un journal "contre" (1906-1911), Les nuits rouges, 1999  (ISBN 2-913112-10-2)
- 1922 - 1944 :
  - Louis Bodin & Jean Touchard : Front populaire, 1936, collection Kiosque, Armand Colin, 1961.
  - Guy Bourdé : La défaite du front populaire, éditions Maspero, collection Bibliothèque socialiste, 1977  (ISBN 2-7071-0967-3)
  - Daniel Guérin : Front populaire, révolution manquée, François Maspero éditeur, Paris, 1970. (réédition 1997, Actes sud, collection Babel)
  - Institut CGT d'histoire sociale (Georges Séguy, Jean-Paul Scot, Jean Breteau, Georges Pruvost, Claude Silvere) : 1936, le congrès national d'unité, réédition du compte-rendu du Congrès de Toulouse (2-5 mars 1936), 2 volumes, collection "Les Congrès de la CGT", Paris, 1986  (ISBN 2-904728-01-5)
  - Jacques Kergoat : la France du front populaire, éditions la découverte, Paris, 1986  (ISBN 2-7071-1616-5)
  - Jean-Pierre Le Crom : Syndicats nous voilà ! Vichy et le corporatisme, les éditions de l'atelier, 1995  (ISBN 2-7082-3123-5)
  - Georges Lefranc : Juin 36, collection Archives, Julliard, 1966.
  - Georges Lefranc : Essais sur les problèmes socialistes et syndicaux, Payot, Paris, 1970.
  - André Narritsens : 1939 Scission à la CGT, Institut CGT d'histoire sociale, 2013  (ISBN 2-904728-30-9)
  - André Narritsens : CGT-CGTU (1934-1935). Vers la réunification. Sténogrammes des discussions, éditions Delga-Institut CGT d'histoire sociale, Paris, 2019, p. 378,  (ISBN 978-2-37607-164-8)
  - Morgan Poggioli : La CGT du Front populaire à Vichy (1934-1940), Institut CGT d'histoire sociale, Montreuil, 2007  (ISBN 2-904728-19-8)
  - Antoine Prost : La CGT à l'époque du front populaire 1934-1939, Librairie Armand Colin, 1964.
  - Antoine Prost ; Autour du Front populaire, aspects du mouvement social au XXe siècle, éditions du Seuil, 2006  (ISBN 2-02-080021-7)
  - Michel Margairaz & Danielle Tartakowsky : L'avenir nous appartient, une histoire du Front populaire, Larousse, 2006  (ISBN 2-03-582633-0)
  - Michel Margairaz & Danielle Tartakowsky (direction) : Le Syndicalisme dans la France occupée, Presses universitaires de Rennes, 2008  (ISBN 978-2-7535-0600-8).
  - Marie-France Rogliano : L'anticommunisme dans la CGT : "Syndicats" (octobre 1936-juin 1940), article dans Le Mouvement social, No 87, avril-juin 1974, p. 63-84.
  - André Tollet & Jean-Claude Poitou : Les "V.O" de la nuit. La Vie ouvrière clandestine 1940-1944, éditions de La Vie ouvrière, Paris, 1984  (ISBN 2-902-32308-5)
  - Xavier Vigna, Jean Vigreux, Serge Wolikow (direction) : Le pain, la liberté, la paix, expériences et territoires du Front populaire. éditions sociales, Paris, 2006.  (ISBN 2-35367-000-8)
- de 1944 à aujourd'hui
  - Antoine Artous, Didier Epsztajn, Patrick Silberstein (direction) : La France des années 1968, éditions Syllepse, Paris, 2008  (ISBN 978-2-84950-15-66)
  - André Barjonet : La CGT, Le Seuil, 1968.
  - Alain Bergounioux : Force ouvrière, Collection Politique, Seuil, 1975.
  - Sophie Béroud, Élyane Bressol, Jérôme Pélisse & Michel Pigenet (direction) : La CGT (1975-1995). Un syndicalisme à l'épreuve des crises, éditions Arbre bleu, Nancy, 2019, 539 p.  (ISBN 9791090129337).
  - Michel Dreyfus, Gérard Gautron & Jean-Louis Robert (direction) : La naissance de Force ouvrière; autour de Robert Bothereau, Presses universitaires de Rennes, 2003  (ISBN 2-86847-857-3)
  - Élyane Bressol, Michel Dreyfus, Joël Hedde & Michel Pigenet (direction) : La CGT dans les années 1950, Presses universitaires de Rennes, 2005.  (ISBN 2-7535-0137-8)
  - Jocelyne George : Les féministes de la CGT histoire du magazine Antoinette (1955 - 1989 : éditions Delga, 2011.  (ISBN 978-2-915854-28-2)
  - Institut CGT d'histoire sociale (sous la direction d'Élyane Bressol) : Autour de l'histoire du magazine Antoinette, IHS-CGT, 2010.  (ISBN 2-904728-25-2)
  - Annie Lacroix-Riz : La CGT de la Libération à la scission de 1947, collection Terrains, éditions sociales, 1983.  (ISBN 2-209-05530-X)
  - Hubert Landier : Demain, quels syndicats ?, Pluriel, Librairie générale française, Paris, 1981  (ISBN 978-2-253027942)
  - Georges Lefranc : Le mouvement syndical de la Libération aux événements de mai-juin 1968, Payot, Paris, 1969.
  - Denis Lefebvre : 19 décembre 1947 : Force ouvrière, Bruno Leprince, 1997  (ISBN 2-909634-20-5)
  - Roger Linet : CGT Lendemains de guerre 1944-1947, Pluriel-Hachette, Paris, 1995.
  - Roger Martelli : Mai 68, Messidor/éditions sociales, Paris, 1988.
  - Robert Mencherini : Guerre froide, Grèves rouges (1947-1948), éditions Syllepse, Paris, 1998 (préface de Maurice Agulhon  (ISBN 2-907993-83-6)
  - Michel Pigenet, Patrick Pasture, Jean-Louis Robert (direction) : L'apogée des syndicalismes en Europe occidentale 1960-1985, Publications de la Sorbonne, Paris, 2005.
  - Alain Ruscio : la CGT et la guerre d'Indochine 1945-1954. Institut CGT d'histoire sociale, Montreuil, 1984.
  - Communisme, revue inter-disciplinaire publiée aux éditions l'Âge d'Homme, Paris :
    - Numéro 35-37, 1994 : Les Communistes et la CGT  (ISBN 2-8251-0505-8)
    - Numéro 57-58, 1999 : le 46e congrès de la CGT  (ISBN 978-2825112779).

#### Biographies de dirigeants
- Colette Chambelland : Pierre Monatte une autre voix syndicaliste, éditions de l'Atelier, Paris 1999,  (ISBN 2-7082-3460-9)
- Michel Étiévent : Ambroise Croizat ou l'invention sociale, éditions GAP, La Ravoire, 1999.
- Pierre Durand : Marcel Paul, vie d'un "pitau", Messidor-Temps actuel, Paris, 1983.
- Bernard Georges & Denise Tintant : Léon Jouhaux cinquante ans de syndicalisme, volume 1, des origines à 1921, PUF, 1962; volume 2, Léon Jouhaux dans le mouvement syndical français (de 1921 à 1953); Presses universitaires de France, 1979.  (ISBN 2-13-036110-2)
- Jacques Girault : Benoît Frachon communiste et syndicaliste, Presses de la Fondation nationale des sciences politiques, 1989.  (ISBN 2-7246-0563-2)
- Jacques Julliard : Fernand Pelloutier et les origines du syndicalisme d'action directe, Le Seuil, 1971.
- Christian Langeois : Henri Krasucki, 1924 - 2003, Le Cherche-midi, 2012  (ISBN 978-2-7491-1771-3)
- Christian Langeois : Georges Séguy. Syndicaliste du XXe siècle, éditions de l'Atelier, 2018  (ISBN 978-2-7082-4534-1)
- Jean Maitron : Paul Delesalle un anarchiste de la Belle époque, Fayard, 1985  (ISBN 978-2-213-01608-5)
- Pierre Outteryck : Achille Blondeau, mineur résistant déporté syndicaliste, éditions Geai bleu-Institut d'histoire Mines-Énergie, Montreuil, 2007.
- Georges Séguy, Jacqueline Buhl-Lambert, Alain Guinot ; Les combats de René Buhl, itinéraires militants, NVO éditions, Montreuil, 2004.
- Xose Ulla Quiben : Émile Pouget la plume rouge et noire du "Père Peinard", les éditions libertaires, 2006.  (ISBN 2-914980-26-4)
- Bruce Vandervort : Nouvelles perspectives sur Victor Griffuelhes, article p. 51-62, dans Le Mouvement social, No 172, juillet-septembre 1995.
- Serge Wolikow : Pierre Semard, Le cherche midi, 2007 (ISBN 978-2-7491-1035-6)
- Peter M. Arum : Du syndicalisme révolutionnaire au réformisme, Georges Dumoulin, article p. 35-62, dans Le Mouvement social, No 87, avril-juin 1974.

#### Œuvres et autobiographies de secrétaires confédéraux de la CGT

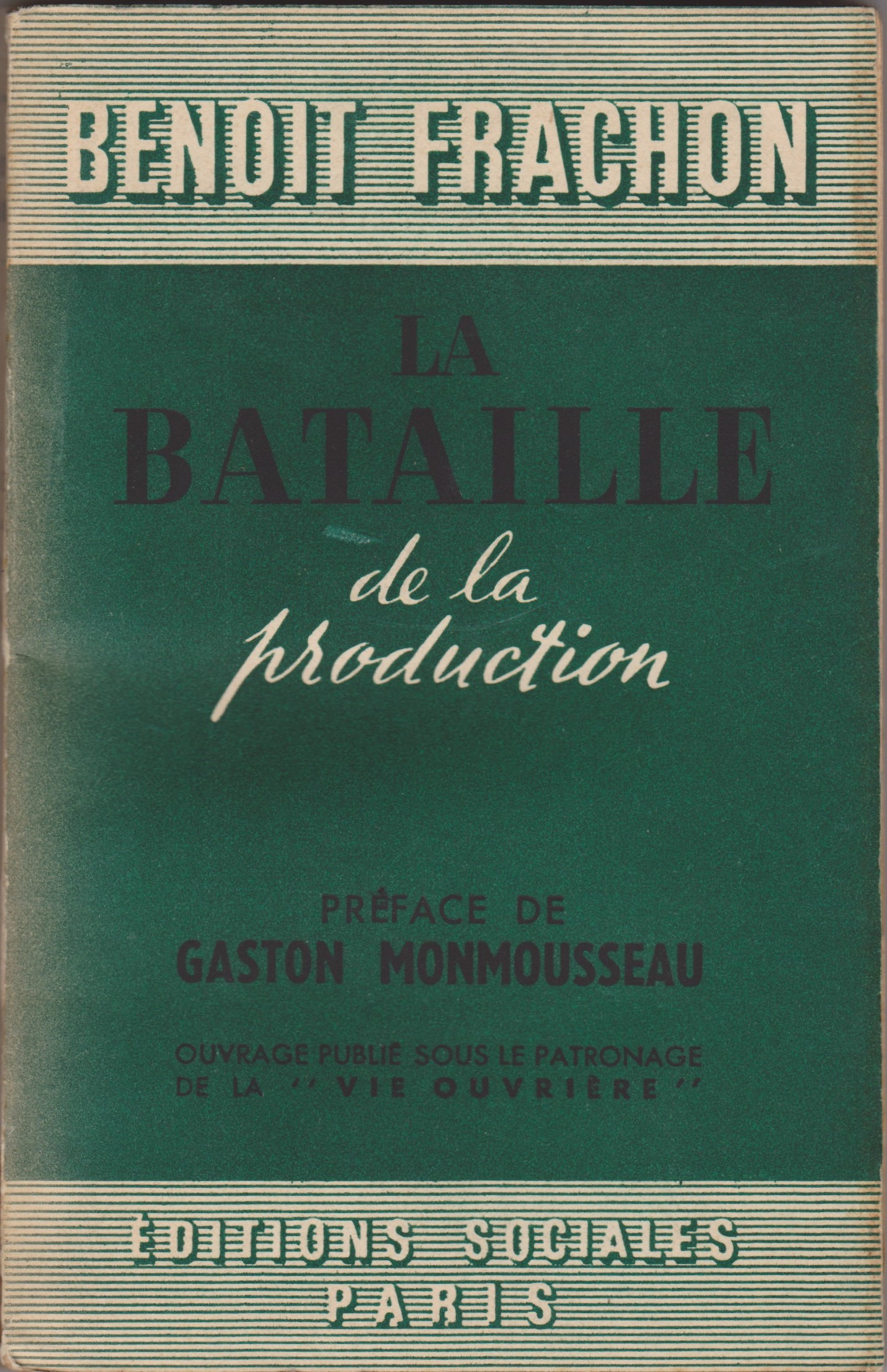
Benoît Frachon ; « la Bataille de la production », 1946

- Gérard Alezard, Lydia Brovelli, Gérard Delahaye, Jean-Michel Leterrier : Faut-il réinventer le syndicalisme, L'Archipel, Paris, 1995.
- François-René Buhl : Ensemble, préface de Madeleine Rebérioux, VO éditions, 2004.  (ISBN 2-913122-13-2)
- Madeleine Colin : Traces de vie dans la mouvance du siècle, Paris 1989, ouvrage à compte d'auteur, réédité par VO éditions.
- Madeleine Colin : Ce n'est pas d'aujourd'hui, femmes, syndicats, luttes de classe, éditions sociales, Paris, 1975.
- René Duhamel : Aux quatre coins du monde, éditions sociales, 1981.  (ISBN 2-209-05424--9)
- Maryse Dumas, Robert Guédiguian (avec Stéphane Sahuc): Parlons politique, éditions Arcane 17, 2011.  (ISBN 978-2-918721-13-0)
- Benoît Frachon : Pour la CGT mémoires de lutte, 1902-1939, éditions sociales, Paris, 1981.  (ISBN 2-209-05452-4)
- Benoît Frachon : La bataille de la production, préface de Gaston Monmousseau, éditions sociales, Paris, 1946.
- Lucien Jayat : Tout ne finit pas avec nous, Confédération générale du travail, dépôt légal, 3e trimestre 1976.
- Léon Jouhaux : La CGT ce quelle est, ce qu'elle veut, nrf-Gallimard, Paris, 1937.
- Léon Jouhaux : Mémoires de Léon Jouhaux, présentés par Marie-Anne Renauld, (période 1879-1910), dans Le Mouvement social, No 47, avril-juin 1964, p. 81-109.
- Henri Krasucki : Syndicats et lutte de classes, éditions sociales, 1969.
- Thierry Lepaon : La vie continue, Le Cherche midi, 2015.
- Charles Marck, Sur les routes que j'ai parcourues, édition de Michel Pigenet, coll. « Archives du travail », Classiques Garnier, 2021  (ISBN 978-2-406-12325-5)
- Lucien Molino : Ma vie et mes combats, préfacé par Robert Mencherini, à compte d'auteur, Marseille, dépôt légal juin 2000.
- Gaston Monmousseau : La Musette de Gaston Monmousseau, éditions sociales, Paris 1963. (recueil de textes choisis par R. Telliez. Monmousseau signait certaines de ses chroniques du nom de "Jean Brécot", dont la "musette" avait été déjà en partie publiée par les "Éditeurs français réunis", dirigés par Louis Aragon)
- Jean-Louis Moynot : Au milieu du gué, CGT, syndicalisme, Presses universitaires de France, 1983.
- Jean-Louis Moynot : Une vie de recherches. Une aventure industrielle, syndicale et politique, éditions du croquant, 2017  (ISBN 978-2-36512130-9)
- Émile Pouget : Le Père peinard, textes choisis, éditions Galilée, Paris, 1976.  (ISBN 2-7186-0030-6)
- Émile Pouget et Émile Pataud : Comment nous ferons la Révolution, 1909, réédité par éditions Syllepse, 1995.  (ISBN 2-907993-34-8)
- Georges Séguy : le Mai de la CGT, éditions Julliard, 1971.
- Georges Séguy : Résister de Mauthausen à Mai 68, l'Archipel, Paris, 2008  (ISBN 978-2-8098-0049-4)
- Bernard Thibault : Ma voix ouvrière, entretiens avec Pierre-Marie Thaille & Marcel Trillat, Stock, Paris 2005
- Bernard Thibault : La troisième guerre mondiale est sociale, éditions de l'Atelier, Ivry, 2016.
- André Tollet : Ma traversée du siècle mémoires d'un syndicaliste révolutionnaire, VO éditions, Montreuil, 2002.  (ISBN 2-913462-18-9)
- André Tollet : La Classe ouvrière dans la Résistance, éditions sociales, Paris, 1969.
- Louis Viannet : Syndicalisme, les nouveaux défis, entretiens avec Jean-Claude Poitou, VO éditions, Montreuil, 1995.
- Un parcours divergeant
- René Belin : Du secrétariat de la CGT au gouvernement de Vichy. Mémoires 1933-1942, introduction de Georges Lefranc, 1978.